# Предыстория Великой Отечественной войны
Предыстория Великой Отечественной войны — цепь событий происходивших в мире, главным образом в СССР и Германии, предшествовавшая началу Великой Отечественной войны и во многом оказавшая существенное влияние на неизбежность этого военного конфликта.
Германия и Советский Союз остались не удовлетворены результатами Первой мировой войны (1914—1918) и созданием Версальско-Вашингтонской системы, согласно историку М. И. Мельтюхову, Советская Россия и СССР «утратили завоеванные Российской империей позиции на международной арене и территории в Восточной Европе», в том числе и в результате возникновения независимых и суверенных государственных образований, таких как Польша, Литва, Эстония, Латвия, Финляндия. Соответственно, в межвоенный период СССР стремился восстановить эти позиции и статус «великой державы» и, как и Германия, переустроить систему международных отношений, в рамках чего, как считает Мельтюхов, с середины тридцатых годов СССР и Германия одинаково готовились к нападению друг на друга. В 1927 году возник кризис англо-советских отношений с угрозой полномасштабной войны СССР с Британской империей, Польшей, а возможно и целым блоком европейских государств. Как один из результатов этого кризиса, в СССР было начато укрепление обороноспособности и строительство оборонительной Линии Сталина; руководство СССР взяло курс на масштабное военное производство и ускоренную индустриализацию, а перспективная «новая экономическая политика» страны с 1928 года была свёрнута. С 1930 года в СССР началась принудительная коллективизация, имевшая целью полный контроль над производством хлеба и иной сельскохозяйственной продукции. Таким образом, уроки военной тревоги 1927 года во многом легли в основу всех последующих событий 1930-х годов происходивших в СССР.

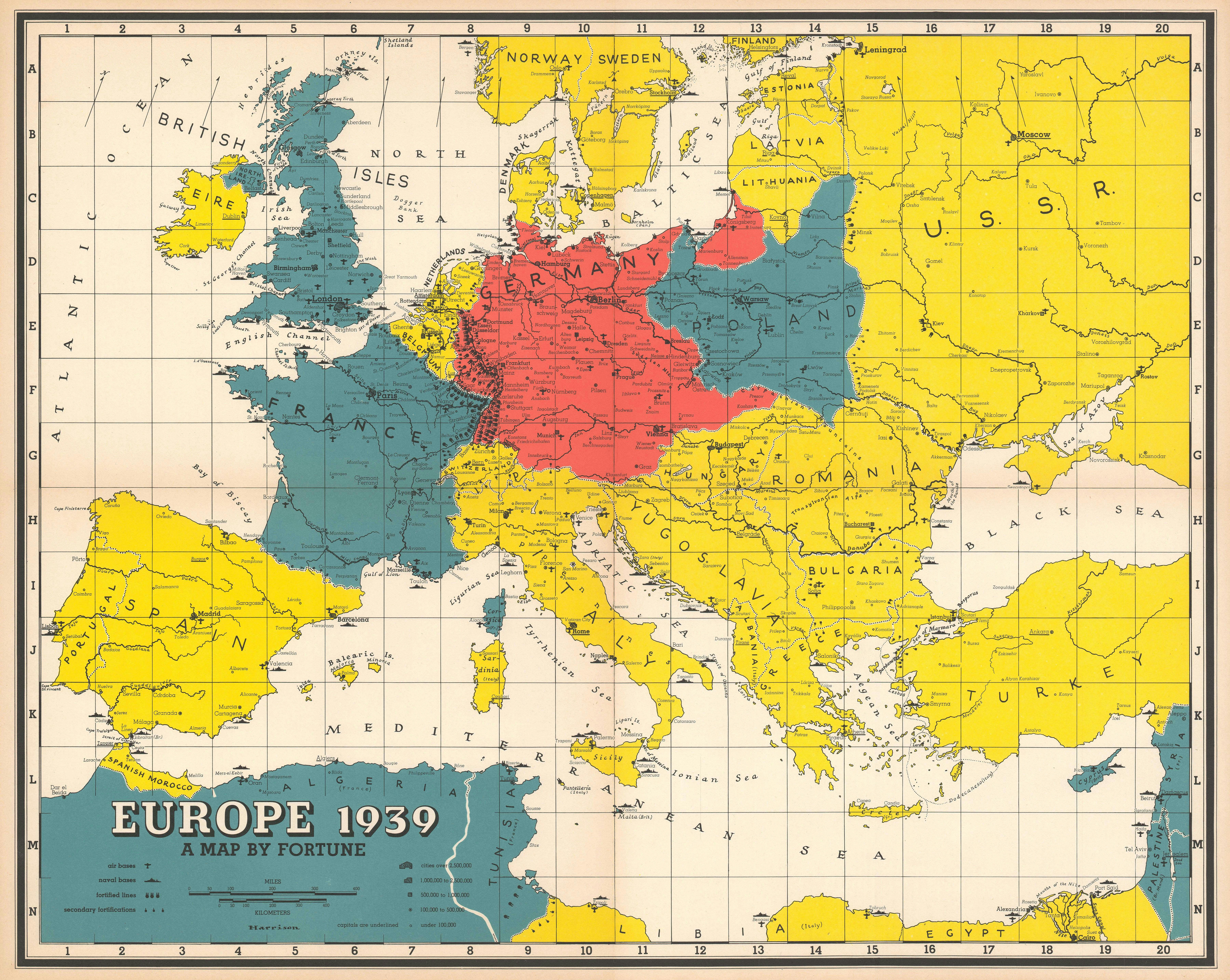
Карта стран Европы в 1939 году

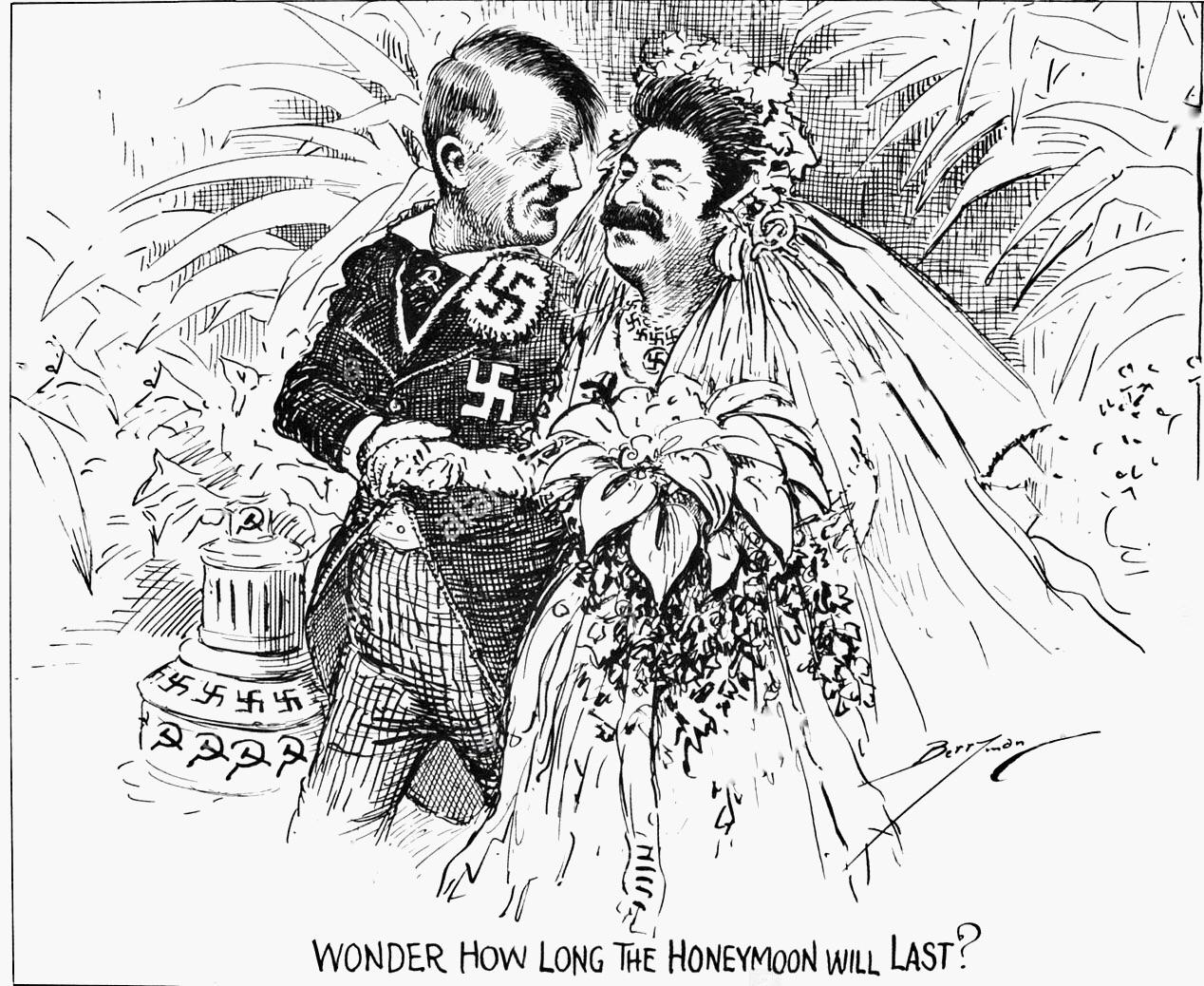
«Интересно, сколько продлится медовый месяц?». Клиффорд Берримен. («The Washington Star», октябрь 1939)

В обстановке глобального экономического кризиса к власти в Германии в 1933 году пришла Национал-социалистическая немецкая рабочая партия (НСДАП) Адольфа Гитлера, развернувшая интенсивную подготовку к реваншу за поражение страны в Первой мировой войне. Прежде всего это касалось ревизии Версальского мирного договора в плане реализации курса на достижение военного паритета с ведущими мировыми державами.
К 1939 году в результате кризиса и краха Версальско-Вашингтонской системы международных отношений — системы мирового порядка, основы которого были заложены по завершении Первой мировой войны 1914—1918 годов, — произошло оформление двух военно-политических блоков великих держав, в которых Великобритания и Франция противостояли Германии и Италии, к которым тяготела Япония. СССР и США занимали выжидательную позицию, рассчитывая использовать войну между этими блоками в своих интересах.
Военно-политические блоки, сложившиеся в Европе, стремились к достижению собственных целей, что увеличило риск начала общей мировой войны. Германия, осознавая невозможность одновременного военного конфликта с противоборствующей коалицией великих держав, удовлетворившись их уступками бескровного присоединения к Рейху территорий с немецкоговорящим населением (Австрия, Судетская область, Богемия и Моравия), рассчитывала ограничиться локальной операцией против Польши, что улучшило бы её стратегическое положение для дальнейшей борьбы за гегемонию в Европе с Великобританией, Францией и СССР. Великобритания и Франция стремились направить германскую экспансию на Восток, что должно было привести к столкновению Германии с СССР, их взаимному ослаблению, и упрочило бы положение Лондона и Парижа в мире. Руководство СССР, несмотря на свою декларацию об экспорте «мировой революции», предпринимало усилия, чтобы отвести угрозу преждевременного втягивания в возможную европейскую войну — эта война должна была ослабить Германию, Великобританию и Францию, что в свою очередь, позволило бы СССР максимально расширить своё влияние на континенте.
23 августа 1939 года Германия и СССР заключили пакт о ненападении. В соответствии с Секретным дополнительным протоколом, разделившим Восточную Европу между Германией и СССР, 1 сентября 1939 года Германия напала на Польшу, вследствие чего Англия и Франция объявили Германии войну — это считается началом Второй мировой войны. 17 сентября 1939 года Советский Союз занял восточные области Польши (Западную Белоруссию и Западную Украину), входившую в его зону интересов согласно протоколу между СССР и Германией. Преследуя свои геополитические цели и интересы Советский Союз до своего открытого военного столкновения с Германией 22 июня 1941 года, вёл свои собственные захватнические войны, преследуя свои геополитические цели и интересы (в соответствии с хорошо известными декларируемыми планами большевиков по экспорту мировой революции во все страны мира), играя на противоречиях двух основных противоборствующих коалиций (в частности, Польский поход РККА, последующий ввод советских войск в Литву, Латвию, Эстонию, Бессарабию, Зимняя война с Финляндией).
В предвоенный период конца 1930-х годов между СССР и Германией были налажены активные экономические взаимоотношения и торговля. В 1940 году шли переговоры о возможном присоединении СССР к пакту стран «оси» («пакт четырёх держав»), однако непомерные (по мнению Гитлера) геополитические аппетиты Сталина в итоге не позволили ему присоединиться к пакту четырёх держав и привели к войне германской коалиции государств против СССР, на стороне находившегося практически в полной международной изоляции СССР выступили только марионеточные просоветские режимы Монголии и Тувы (последняя в итоге была аннексирована Советским Союзом в 1944 году). Начавшаяся в 1941 году война между СССР и Германией естественным образом прекратила всякое взаимное сотрудничество двух сторон и предопределила присоединение СССР к блоку сложившейся антигитлеровской коалиции.
Разработка плана нападения Германии на СССР велась по указанию Гитлера с июля 1940 года. К этому времени Германия в Западной Европе оккупировала Австрию, Чехию, Данию, Норвегию, Бельгию, Нидерланды, Люксембург, западные территории разделённой Польши, а также нанесла поражение Франции оккупировав часть её территории. Германии удалось кардинально изменить стратегическую ситуацию в Европе, вывести из войны Францию и изгнать с континента британскую армию. Однако в течение последующей битвы за Англию немецкой авиации не удалось достичь господства в воздухе, необходимого для проведения десантной операции на Британские острова. Весной 1941 года Германия была вынуждена оккупировать Югославию ввиду произошедшего там государственного переворота и срочно спасать положение своих итальянских союзников в Греции — по сути, эти вынужденные военные операции на Балканах примерно на два месяца отсрочили вторжение в СССР вооружённых сил европейской коалиции стран «оси», в которую к июню 1941 года, помимо Германии, входили: Италия, Венгрия, Румыния, Болгария, Словакия, Хорватия и Финляндия. Тем самым, эти два месяца отсрочки осуществления операции «Барбаросса» оказались совершенно спасительными для СССР — дата нападения на Советский Союз была перенесена на 22 июня 1941 года.

## Предыстория войны. Германия

### Приход к власти национал-социалистов
В обстановке глобального экономического кризиса к власти в Германии в 1933 году пришла Национал-социалистическая немецкая рабочая партия (НСДАП), развернувшая интенсивную подготовку к реваншу за поражение в Первой мировой войне. Прежде всего это касалось ревизии Версальского мирного договора в плане реализации курса Адольфа Гитлера на достижение военного паритета с ведущими мировыми державами.
Страны-победительницы в Первой мировой войне (США, Великобритания и Франция) своей политикой невмешательства и «умиротворения» способствовали тому, что Германия перестала соблюдать ограничения, наложенные на рост её военного потенциала Версальским договором. Из 28 основных видов сырья накануне Второй мировой войны Германия имела только семь собственных. Около 50 % стратегического сырья и материалов она импортировала из США, Великобритании и Франции. Главным поставщиком нефтепродуктов Германии в канун войны были США. При помощи компаний США, Великобритании и Франции в короткий срок в Германии было построено более 300 крупных военных заводов. Если в 1933 году военные расходы Третьего рейха составляли 4 % от всего бюджета, в 1934 — 18 %, то в 1936 — уже 39 %. А в 1938 году на них приходилось 50 %.
16 марта 1935 года Германия в одностороннем порядке отказалась выполнять положения Версальского договора о демилитаризации, опубликовав прокламацию о введении в стране всеобщей воинской повинности и создании вермахта.
В июне 1935 года было заключено англо-германское морское соглашение, что явилось двусторонним нарушением Версальского мирного договора. Британское правительство удовлетворило требования Гитлера установить для германского флота «потолок» в 35 % от совокупности морской мощи Британской империи. Берлин также получил право строить подводные лодки в размере до 45 % тоннажа подводного флота Великобритании.
24 августа 1936 года был опубликован закон о продлении срока службы в германской армии с одного до двух лет. К концу 1936 года в Германии насчитывалось 14 армейских корпусов и одна кавалерийская бригада. Регулярная армия достигла численности 700—800 тысяч человек. В 1936 году Германия имела уже не менее 1500 танков. Её промышленность выпускала более 100 танков в месяц. Громадные средства затрачивались и на создание авиации. В 1936 году германский военно-воздушный флот насчитывал 4500 самолётов. По всей Германии была развёрнута широкая сеть аэродромов, число которых превысило 400. В 1939 году сухопутные войска Третьего рейха насчитывали 2,6 млн человек, ВВС — 400 тысяч, ВМФ — 50 тысяч человек.
В то же время экономическое и военно-техническое сотрудничество СССР и Германии, развивавшееся в 1926—1933 годах, с приходом Гитлера к власти было по инициативе советской стороны практически свёрнуто и возобновилось только в августе 1939 года.

### Начало экспансии Третьего рейха
В 1936 году Германия беспрепятственно ввела свои войска в демилитаризованную Рейнскую зону, а затем оказывала военную поддержку войскам Франко во время гражданской войны в Испании (1936—1939).
В 1936 году была создана ось «Берлин — Рим» и был подписан Антикоминтерновский пакт с Японией, к которому в 1937 году присоединилась и Италия.

### Протокол Хоссбаха
5 ноября 1937 года состоялось совещание Адольфа Гитлера с военным и внешнеполитическим руководством нацистской Германии, на котором Гитлер изложил свои экспансионистские планы в Европе, в первую очередь относительно захвата Австрии и Чехословакии. Протокол совещания позднее использовался как важное вещественное доказательство на Нюрнбергском процессе. Как следует из протокола, Гитлер уже в то время намеревался начать территориальную экспансию в Европе с целью получения доступа к источникам сырья для германской экономики.

### Перед Второй мировой войной
Приход национал-социалистов к власти в Германии привёл к резкому росту антикоммунистических и антисоветских настроений. С середины 1930-х годов германское правительство открыто декларировало агрессивные планы захвата нового «жизненного пространства» за счёт СССР. Военная доктрина Германии рассматривала СССР как вероятного противника. Противостояние «большевистской агрессии» выдвигалось германским руководством как основание для ремилитаризации страны.
12 марта 1938 года германские войска вступили в Австрию, 13 марта в результате аншлюса Австрия вошла в состав Рейха.
29—30 сентября 1938 года было подписано Мюнхенское соглашение о передаче Германии Судетской области Чехословакии под предлогом «обеспечения безопасности немецкого населения» этой области (составлявшего в ней подавляющее большинство). В марте 1939 года Чехословакия прекратила своё существование как единое государство. 14 марта Словацкая республика провозгласила «независимость под защитой» Третьего рейха. 15 марта германские войска вступили в Прагу и оккупировали оставшуюся часть Чехии. Германия объявила о создании в Чехии Протектората Богемии и Моравии. 14—18 марта Венгрия при поддержке со стороны Польши оккупировала Закарпатье.
Начиная с октября 1938 года Германия пыталась добиться от Польши согласия на присоединение к Рейху населённого в основном немцами Вольного города Данцига, прокладку экстерриториальной автомобильной и железной дороги через «польский коридор» (Поморье) между Данцигом и Рейхом, а также присоединение Польши к Антикоминтерновскому пакту. 26 марта 1939 года правительство Польши официально ответило Германии отказом. Тем временем 21—23 марта Германия под угрозой применения силы вынудила Литву передать ей Мемельскую (Клайпедскую) область.
Действия Германии весной 1939 года в отношении Чехословакии, Литвы, Польши и Румынии заставили Великобританию и Францию заняться поиском союзников для сдерживания германской экспансии. Одновременно Германия предприняла зондаж позиции СССР на предмет улучшения отношений, но советская сторона долгое время занимала выжидательную позицию. Ситуация начала изменяться после того, как в мае 1939 года народным комиссаром иностранных дел вместо М. М. Литвинова был назначен В. М. Молотов, по совместительству оставшийся главой СНК СССР. В июне на экономических переговорах с Германией советская сторона несколько раз намекала на необходимость создания «политической базы», ожидая от Германии конкретных предложений, однако Гитлер предпочитал не торопить события. Постепенно, однако, в ходе германо-советских контактов стороны перешли к обсуждению интересов СССР в Восточной Европе, которые Германия могла бы учесть в обмен на отказ Москвы от договора с Великобританией.
В начале августа Германия вновь предложила улучшить отношения с СССР на базе разграничения интересов сторон в Восточной Европе. Москва в целом одобрила эту идею и согласилась продолжить обмен мнениями. 8—10 августа СССР получил сведения о том, что интересы Германии распространяются на Литву, Западную Польшу, Румынию без Бессарабии, но, в случае договорённости с Германией, СССР будет должен отказаться от договора с Великобританией и Францией. Советское руководство согласилось начать переговоры по этим вопросам в Москве.
Англо-германские контакты и зондажи продолжались в августе параллельно с контактами между Германией и СССР. М. Мельтюхов отмечает, что в этот период для германского руководства в решающую фазу вступил вопрос о выяснении позиции Великобритании и СССР в случае войны с Польшей. У германского руководства усиливалась уверенность в том, что Великобритания пока не готова к войне, и в этих условиях следует не связывать себе руки соглашением с Великобританией, а воевать с ней.
19 августа Германия сообщила о своём согласии «учесть всё, чего пожелает СССР». В этот же день Сталин принял решение о заключении германо-советского договора о ненападении. 23 августа в Москву на специальном самолёте прибыл Иоахим фон Риббентроп, и в результате переговоров со Сталиным и Молотовым в ночь на 24 августа были подписаны советско-германский пакт о ненападении и «секретный» дополнительный протокол, определивший «сферы интересов» сторон в Восточной Европе на случай «территориально-политического переустройства». К сфере интересов СССР были отнесены Финляндия, Эстония, Латвия, территория Польши к востоку от рек Нарев, Висла и Сан, а также румынская Бессарабия.
Для Германии подписанный пакт Риббентропа — Молотова не означал вообще никакой ревизии проводимой до того антисоветской политической линии и программных целей, что доказывает высказывание Гитлера за двенадцать дней до этого, 11 августа, в разговоре с Верховным комиссаром Лиги наций в Данциге Карлом Буркхадтом: «Всё, что я делаю, направлено против России; если Запад слишком глуп и слеп, чтобы понять это, я буду вынужден договориться с русскими, разбить Запад и затем после его разгрома концентрированными силами обратиться против Советского Союза. Мне нужна Украина, чтобы нас не уморили голодом, как в последней войне».
Ещё до подписания договора, сразу же после получения согласия Сталина, Гитлер назначил на 22 августа в Берхтесгадене совещание для высших чинов вермахта. На нём он огласил дату нападения на Польшу — 26 августа 1939 года. Однако 25 августа германский фюрер получил известие о заключении польско-британского союза и, одновременно, об отказе Бенито Муссолини от участия Италии в войне. После этого принятое ранее решение о нападении на Польшу было отменено. Тем не менее, Гитлер вновь вернулся к нему 30 августа, установив новую дату — 1 сентября 1939 года.

### Начало Второй мировой войны
1 сентября 1939 года Германия начала военные действия против Польши. На юге её действия поддержала Словакия. Правительство Польши бежало из Варшавы. 3 сентября на стороне Польши в войну вступили Великобритания и Франция. Началась Вторая мировая война. С этой даты вплоть до 10 мая 1940 года, на западе — продолжалась так называемая «Странная война» Великобритании и Франции против Германии. Боевые действия почти полностью отсутствовали, за исключением боестолкновений на море.
17 сентября границу Польши и СССР перешли войска Красной армии установив контроль над восточными территориями — Западной Белоруссией, Западной Украиной (включая Галицию), Виленским краем, Белостокской и Перемышленской областями. 28 сентября был подписан германо-советский договор о дружбе и границе, по которому захваченные сверх предусмотренных лимитов части Польши (Люблинское и восточную часть Варшавского воеводства) Гитлер «обменял» на Литву, признав её сферой интересов СССР.
28 сентября — 10 октября 1939 года СССР заключил договоры о взаимопомощи с Эстонией, Латвией и Литвой, на основании которых начал размещение в Прибалтике своих военных баз. 1—2 ноября 1939 года Западная Украина и Западная Белоруссия вошли в состав СССР.
30 ноября 1939 года, после того как Финляндия отклонила предложения СССР заключить пакт о взаимопомощи и произвести обмен территориями в районе Карельского перешейка, советские войска перешли советско-финскую границу. Началась советско-финляндская война, завершившаяся 12 марта 1940 года подписанием мирного договора, по которому к Советскому Союзу отошёл ряд финских территорий. Опыт этой войны придал Гитлеру уверенности в его расчётах на быстрый разгром Советского Союза в будущей войне.
Тем временем германские вооружённые силы, используя стратегическую паузу после разгрома Польши, вели активную подготовку к наступлению на западно-европейские государства. 9 апреля 1940 года Германия оккупировала Данию. 9—22 апреля вермахтом была оккупирована южная Норвегия, а к 16 июня — вся территория страны. 10 мая Германия начала вторжение в Нидерланды, Бельгию, Люксембург и нанесла через их территории удар по Франции, в обход линии Мажино. К 17 мая вермахт оккупировал территорию Нидерландов, 28 мая капитулировала Бельгия. 20 мая танковые соединения германских войск вышли к Ла-Маншу. Британскому экспедиционному корпусу и части французских войск, блокированным в районе Дюнкерка, удалось эвакуироваться в Великобританию. Германские войска 14 июня без боя заняли Париж, а 22 июня Франция капитулировала.
14—16 июня 1940 года СССР предъявил руководству прибалтийских государств ультиматумы об организации свободных выборов и вводе дополнительных воинских контингентов на их территорию. Условия были приняты. 15 июня советские войска вошли в Литву, 17 июня — в Эстонию и Латвию.
В ночь на 28 июня 1940 года Румыния приняла ультиматум Вячеслава Молотова о передаче СССР Бессарабии и Северной Буковины. 28 июня — 3 июля советские войска вошли на эти территории, которые впоследствии были присоединены к Украинской ССР.
14 июля 1940 года в трёх прибалтийских государствах прошли парламентские выборы, победу на которых одержали прокоммунистические Блоки (Союзы) трудового народа — единственные избирательные списки, допущенные к выборам. Вновь избранные парламенты 21—22 июля провозгласили создание Эстонской, Латвийской и Литовской ССР. 3—6 августа республики вошли в Советский Союз.
Вхождение прибалтийских республик, Бессарабии и Северной Буковины в СССР было встречено германским руководством с явным неудовольствием, положив начало периоду дипломатического соперничества между Германией и СССР. Предпринятые советским руководством попытки договориться с Германией и Италией относительно обеспечения интересов СССР в Юго-Восточной Европе — в частности, в Румынии (июнь 1940 года),- завершились неудачей. В результате Венского арбитража по спорному территориальному вопросу между Венгрией и Румынией, проведённого 30 августа 1940 года с участием Германии и Италии, но без СССР, Румыния лишилась части территории, однако получила гарантии новых границ со стороны Германии. Советское правительство выступило с нотой протеста, обвинив Германию в нарушении Договора о ненападении и квалифицировав гарантии румынских границ как «прямо направленные против СССР». Протест против Венского арбитража создал напряжённость в германо-советских отношениях, которая со временем нарастала все больше.
Единственным противником Германии в Европе после капитуляции Франции оставалась Великобритания. Гитлер надеялся на уступки со стороны Лондона. Он полагал, что англичане должны признать господствующее положение Германии на континенте в обмен на признание Берлином их ведущей роли на морях, в том числе по отношению к США. Однако с приходом к управлению страной 10 мая 1940 года Уинстона Черчилля, непримиримого оппонента Гитлера, все германские расчёты на достижение мирных договорённостей были похоронены. На предложение мира британское правительство не ответило. 16 июля 1940 года Гитлер издал директиву о вторжении в Великобританию, началась подготовка к реализации плана десантной операции по высадке комбинированного десанта на английское побережье (операция «Морской лев»), однако командование немецких ВМС и сухопутных сил, ссылаясь на мощь британского флота и отсутствие у вермахта опыта десантных операций, потребовало от ВВС вначале обеспечить господство в воздухе. 13 августа 1940 года Гитлер с большой неохотой отдал приказ о начале воздушных налётов на Великобританию с целью подорвать её военно-экономический потенциал, деморализовать население, подготовить вторжение и в конечном счёте принудить её к капитуляции (Битва за Британию).
Несмотря на то, что в ходе бомбардировок британцы понесли значительные потери среди мирного населения, им удалось одержать верх в Битве за Британию, нанеся люфтваффе большой урон. Цель достижения превосходства в воздухе Германией не была достигнута. С декабря активность германских ВВС значительно снизилась из-за ухудшившихся погодных условий. Всего до конца марта 1941 года они потеряли 2265 самолётов. Добиться своей главной цели — вывести Великобританию из войны — немцам так и не удалось. В октябре Германия была вынуждена свернуть подготовку к десантной операции до весны 1941 года.
Тем временем в сентябре в советско-германских отношениях возникли новые проблемы: в Румынии была создана германская военная миссия, что в СССР расценили как «окончательное политическое и экономическое подчинение Румынии Германии и дальнейшее проникновение Германии на Балканы». Укрепление германских позиций на Чёрном море, создание на румынской территории авиационных баз угрожало интересам Советского Союза. Несколько позже, 8—12 октября, Германия оккупировала Румынию с целью охраны нефтяных промыслов и поддержки режима Иона Антонеску.
22 сентября германские войска появились на территории Финляндии. А 27 сентября 1940 года состоялось подписание Берлинского пакта между Германией, Италией и Японией, предусматривавшего разграничение зон влияния при «установлении нового порядка» и военную взаимопомощь при нападении на одну из этих стран какой-либо державы, не участвующей в данное время в войне.

### Планирование нападения на СССР
О намерении нацистов завоевать территорию России Адольф Гитлер писал ещё в своей книге «Майн кампф», изданной в 1925 году:

Мы, национал-социалисты, совершенно сознательно ставим крест на всей немецкой внешней политике довоенного времени. Мы хотим вернуться к тому пункту, на котором прервалось наше старое развитие 600 лет назад. Мы хотим приостановить вечное германское стремление на юг и на запад Европы и определённо указываем пальцем в сторону территорий, расположенных на востоке. Мы окончательно рвём с колониальной и торговой политикой довоенного времени и сознательно переходим к политике завоевания новых земель в Европе.
Когда мы говорим о завоевании новых земель в Европе, мы, конечно, можем иметь в виду в первую очередь только Россию и те окраинные государства, которые ей подчинены.

31 июля 1940 года на совещании с высшим военным командованием Гитлер заявил:
Россия — это тот фактор, на который более всего ставит Англия… России достаточно только сказать Англии, что она не желает усиления Германии, и тогда англичане станут, словно утопающие, надеяться на то, что через 6-8 месяцев дело повернётся совсем по-другому.
Но если Россия окажется разбитой, последняя надежда Англии угаснет. Властелином Европы и Балкан тогда станет Германия.

Решение: в ходе этого столкновения с Россией должно быть покончено. Весной 41-го.
Ведущее место в планировании войны Германии против СССР занял генеральный штаб сухопутных войск (ОКХ) вермахта во главе с его начальником генерал-полковником Ф. Гальдером. Наряду с генштабом сухопутных войск активную роль в планировании «восточного похода» играл штаб оперативного руководства верховного главнокомандования вооружённых сил Германии (ОКВ) во главе с генералом А. Йодлем, получавшим указания непосредственно от Гитлера
Для ускорения разработки плана «восточного похода» Гальдер распорядился привлечь генерала Э. Маркса, ещё со времён Первой мировой войны считавшегося лучшим специалистом по России. В начале августа Маркс представил свой проект операции «Ост». В начале сентября руководство работой по планированию «восточного похода» было поручено генералу Ф. Паулюсу. Параллельно разработка собственного варианта «восточного похода» велась в штабе оперативного руководства ОКВ по указанию генерала Йодля. В первой половине декабря штаб оперативного руководства ОКВ занялся сведением воедино вариантов плана «восточного похода» и подготовкой проекта директивы верховного главнокомандующего. 18 декабря 1940 года Гитлер подписал директиву № 21 верховного главнокомандования вермахта, получившую условное наименование «Вариант Барбаросса» и ставшую основным руководящим документом в войне против СССР, в котором были изложены основная идея и стратегический замысел предстоящей войны.

8 января 1941 года Гитлер вызвал в Бергхоф все свое военное руководство и заявил ему: «Наше решение — как можно скорее свалить Россию наземь». Хотя, например, Гальдер 28 января записал в своем дневнике: «Смысл операции неясен. Англию этим мы нисколько не затрагиваем. Наша экономическая база от этого существенно не улучшится. Рискованность нашего положения на Западе не следует недооценивать. Возможно даже, что Италия после потери своих колоний развалится, и против нас создастся южный фронт в составе Испании, Италии и Греции. Если мы будем при этом скованы в России, то положение станет еще более тяжелым…», никто из немецкого командования не осмелился возражать Гитлеру. Адъютант Гитлера полковник Николаус фон Белов писал в своем дневнике:

Гитлер дал понять, что этим летом намерен начать войну против России. Присутствующие восприняли заявление Гитлера молча и без возражений. В сороковом году, перед французской кампанией, главком сухопутных сил Браухич и начальник генштаба Гальдер не раз высказывали свои опасения, возражая против этой войны. Указания Гитлера о войне с Россией они восприняли без единого слова сомнения или сопротивления. Мне даже пришла в голову мысль, что целиком и полностью осознав неосуществимость этого замысла, они ничего не предприняли, дав фюреру возможность самому загнать себя в гибельную западню.

План нападения на СССР также предусматривал использование ресурсов захваченных территорий, определявшееся планом «Ольденбург», разработанным под руководством Геринга и утверждённым Гитлером 29 апреля 1941 года. Этим документом предусматривались овладение и постановка на службу Рейху всех запасов сырья и крупных промышленных предприятий на территории между Вислой и Уралом. Наиболее ценное промышленное оборудование предполагалось отправить в Рейх, а то, которое не может пригодиться Германии, — уничтожить. Территорию европейской части СССР планировалось децентрализовать экономически и сделать аграрно-сырьевым придатком Германии. Территорию европейской части СССР предлагалось разделить на четыре экономических инспектората (Ленинград, Москва, Киев, Баку) и 23 экономических комендатуры, а также 12 бюро. Позднее предполагалось разбить эту территорию на семь экономически зависимых от Германии государств.
9 мая 1941 года Альфред Розенберг сделал доклад фюреру о плане расчленения СССР и создания местных органов управления. На территории СССР предусматривалось создать пять рейхскомиссариатов, подразделяющихся на генеральные комиссариаты и, далее, на районы. План был принят с рядом поправок.

### Стратегическое сосредоточение войск и мероприятия по маскировке и дезинформации
План войны с СССР получил развёрнутое оформление в «Директиве по стратегическому сосредоточению и развёртыванию войск», изданной ОКХ 31 января 1941 года и подписанной главнокомандующим сухопутными войсками генерал-фельдмаршалом В. Браухичем.
С самого начала планирования войны против СССР важное место в деятельности германского военно-политического руководства и командования вермахта занимали вопросы дезинформации, стратегической и оперативной маскировки, имевшие целью введение руководства СССР в заблуждение относительно сроков возможного нападения Германии на Советский Союз.
Создавая благоприятные условия для подготовки к войне, Гитлер прикрывал свои агрессивные замыслы мероприятиями дипломатического характера, которые были призваны демонстрировать советскому руководству сравнительно высокий уровень развития советско-германских отношений. На фоне демонстрации этих «добрососедских» отношений началась постепенная переброска германских войск с западного на восточное направление, поэтапное оборудование театра будущей войны. Наращивание объёмов производства оружия, военной техники и других товаров военного предназначения, а также проведение дополнительных мобилизационных мероприятий объяснялись необходимостью ведения войны против Великобритании.
Дезинформационные мероприятия в политической области должны были демонстрировать приверженность Гитлера советско-германскому пакту о ненападении, убеждать советское руководство в отсутствии у Германии территориальных претензий к СССР, активизировать советско-германские контакты на высшем уровне для обсуждения различных международных проблем, что позволяло бы создавать у советских представителей положительное впечатление о состоянии советско-германских отношений. Большое значение придавалось тому, чтобы не допустить создания в Европе блока антифашистских государств.
Первой крупной политической акцией, призванной замаскировать подготовку Германии к войне против СССР, продемонстрировать доверительный уровень германско-советских отношений и твёрдое намерение военно-политического руководства Германии добиться победы в войне против Англии, стали официальные послания Гитлера советскому руководству в конце сентября 1940 года, в которых фюрер вначале известил Сталина о предстоящем подписании пакта с Японией, а затем предложил ему принять участие в дележе «английского наследства» в Иране и Индии. 13 октября Сталин получил письмо от министра иностранных дел Германии Риббентропа, в котором содержалось приглашение наркому иностранных дел СССР Молотову прибыть с визитом в Берлин. В этом письме Риббентроп также особо подчеркнул, что «…Германия полна решимости вести войну против Англии и её империи до тех пор, пока Британия не будет окончательно сломлена…». В Кремле, доверившись содержанию послания Гитлера, предположили, что наиболее вероятным сроком обострения советско-германских отношений может стать период после окончания англо-германского военного конфликта, который может завершиться через два-три года, то есть в 1942—1943 гг.
12—13 ноября в Берлине состоялись переговоры Риббентропа и Молотова, на которых советскому руководству вновь предложили присоединиться к Тройственному пакту и заняться «дележом наследства Англии», убеждая, таким образом, СССР в том, что война с Англией является первостепенной задачей для Германии на ближайшие годы. Смысл этих предложений состоял в том, чтобы побудить СССР перенести центр тяжести своей внешней политики из Европы в Южную Азию и на Средний Восток, где он столкнулся бы с интересами Великобритании. По завершении переговоров в печати было опубликовано официальное сообщение о том, что «…обмен мнениями протекал в атмосфере взаимного доверия и установил взаимное понимание по всем важнейшим вопросам, интересующим СССР и Германию». На самом деле позиции сторон явно не совпадали. Советская делегация, не желая быть втянутой в конфликт с Англией, ограничивала свою задачу выяснением германских намерений относительно европейской безопасности и проблем, непосредственно касавшихся СССР, и настаивала на выполнении Германией ранее подписанных соглашений. Кроме того, советская делегация настаивала на обсуждении положения в Турции, Болгарии, Румынии, Югославии, Греции и Польше. Советское руководство хотело бы использовать эти переговоры для разрешения «кризиса доверия», который возник в результате Венского арбитража, на котором румыно-венгерский территориальный спор был разрешён без участия СССР и без учёта его интересов, после чего Румыния с приходом к власти Антонеску попала под полный контроль Германии.
В ходе переговоров Молотов не дал какого-либо определённого ответа на полученные предложения. Ответ СССР был передан послу Германии в Москве графу Шуленбургу 25 ноября. Формально была выражена готовность «принять проект пакта четырёх держав о политическом сотрудничестве и экономической взаимопомощи», но при этом был выдвинут ряд условий, которые, по существу, исключали присоединение СССР к Тройственному пакту, поскольку эти условия затрагивали интересы Германии и Японии. Так, Советский Союз требовал оказать содействие в заключении советско-болгарского договора о взаимной помощи, создания режима благоприятствования для СССР в черноморских проливах, а для этого предоставления гарантий создания советской военной и военно-морской базы в районе Босфора и Дарданелл на условиях долгосрочной аренды. Далее, требовалось признания «зоны к югу от Батуми и Баку в общем направлении в сторону Персидского залива» «центром территориальных устремлений СССР». СССР также требовал немедленно вывести немецкие войска из Финляндии и оказать влияние на Японию, чтобы та отказалась от концессий на Северном Сахалине. Советское руководство таким образом давало понять, что намерено укреплять свои позиции на Балканах и в черноморских проливах. Кроме того, выдвинутые условия закрывали Гитлеру дорогу в нефтеносные районы Среднего Востока, не позволяя ему использовать как эти районы, так и территории, вошедшие в советскую «сферу интересов», против самого СССР. И ответ советского руководства, предполагавший «завышенные», по мнению нацистского руководства, геополитические требования Москвы, и ход переговоров в Берлине означали, что Советский Союз отказался принять предложения Германии и намерен отстаивать свои интересы в европейской политике. Германия не ответила на советские условия, но Гитлер отдал приказ форсировать подготовку войны против СССР.
Тем временем 20 ноября 1940 года к Берлинскому пакту присоединилась хортистская Венгрия, 23 ноября — Румыния, 24 ноября — Словакия.
Между тем, несмотря на явное неудовольствие Германии, Советский Союз, стремясь упрочить своё положение на Балканах, 25 ноября 1940 года предложил Болгарии подписать пакт о взаимной помощи, однако её правительство через пять дней отклонило это предложение (см. Соболевская акция).
В январе 1941 года переброска германских войск с запада на восток активизировалась и проводилась ускоренными темпами. Прикрывая сосредоточение войск в районах, прилегающих к южной границе СССР, командование германских войск объясняло это тем, что все подобные мероприятия якобы вызваны необходимостью предотвращения попыток английского проникновения на Балканы. В начале 1941 года в международных кругах распространились слухи, будто в Болгарию с ведома и согласия СССР перебрасываются немецкие войска. 13 января ТАСС опровергло эти сообщения, а спустя четыре дня германскому МИД был вручён меморандум о Болгарии и проливах, в котором подчёркивалось, что «советское правительство… будет рассматривать появление каких-либо иностранных войск на территории Болгарии и в проливах как нарушение интересов безопасности СССР». Тем не менее 1 марта Болгария присоединилась к Тройственному пакту, и на её территорию были введены войска вермахта. Болгария дала разрешение на использование части своей территории германскими войсками как плацдарма для нападения на Югославию и Грецию. Эти шаги свидетельствовали, что Гитлер не намерен считаться с интересами и желаниями СССР.
3 февраля 1941 года на секретном совещании у фюрера, на котором присутствовали начальник генштаба ОКВ и начальник штаба оперативного руководства вермахта, Гитлер ещё раз дал указание «…сосредоточение и развёртывание войск по плану „Барбаросса“ маскировать посредством дезинформации относительно осуществления операции „Морской лев“ и второстепенной операции „Марита“». В феврале 1941 года численность германских войск в Румынии составила 680 тыс. чел.
15 февраля 1941 года генерал-фельдмаршал В. Кейтель подписал распоряжение по дезинформации и маскировке подготовки нападения на СССР в период сосредоточения и развёртывания германских войск, где проведение дезинформационных мероприятий разбивалось на два этапа. На первом (примерно до середины апреля 1941 г.) предусматривалось создавать ложное представление относительно намерений немецкого командования, акцентируя внимание на планах вторжения в Англию, а также на подготовке операции «Марита» (на Балканах) и «Зонненблюме» (в Северной Африке). Переброски войск для операции «Барбаросса» предлагалось изображать как обмен сил между Западом, Германией и Востоком, либо как подтягивание тыловых эшелонов для операции «Марита», либо как подготовку обороны на случай советского нападения. На втором этапе, когда скрыть подготовку станет уже невозможно, стратегическое развёртывание сил для операции «Барбаросса» должно было изображаться как «крупнейший в истории войн отвлекающий манёвр» будто бы с целью отвлечения внимания от последних приготовлений к вторжению в Англию. Чтобы создать полную иллюзию подготовки вторжения на Британские острова, немецкое командование приказало распространить сведения о несуществующем «авиадесантном корпусе», а кроме того, напечатать массовым тиражом топографические материалы по Англии, немецко-английские разговорники и т. д.
Тем временем Сталин и его окружение всё ещё пытались противоборствовать Германии и её политике на Балканах, на этот раз в Югославии. 25 марта югославское правительство Драгиши Цветковича, подписав Венский протокол, присоединилось к Тройственному пакту, поставив в качестве условий отсутствие войск Оси и военного транзита держав Оси через территорию Югославии, гарантию территориальной целостности Югославии и неучастие в военных акциях стран Оси. Уже через два дня, однако, в стране произошёл государственный переворот, осуществлённый офицерами югославской армии во главе с генералом Душаном Симовичем, который расторг Венский протокол. Этот акт независимости вызвал гнев Гитлера, и уже вечером 27 марта он подписал директиву о войне против Югославии с целью ликвидации её как государства. 31 марта делегация нового югославского правительства приехала в Москву. В ночь на 6 апреля был подписан Договор о дружбе и ненападении, в котором указывалось, что обе стороны будут проводить политику ненападения по отношению друг к другу, а если одна из сторон подвергнется нападению третьего государства, то другая сторона «обязуется соблюдать политику дружественных отношений к ней». Однако буквально через несколько часов германские войска вторглись в Югославию.
В связи с решением Гитлера о проведении военной операции против Югославии и помощи итальянским войскам в Греции нападение на СССР было отложено.
6—24 апреля 1941 года германские войска, поддержанные Италией и Венгрией, захватили Югославию и Грецию. В результате этой операции Германии удалось создать стратегический плацдарм для обеспечения южного фланга накануне войны против СССР. Югославия была расчленена на несколько частей, Греция — оккупирована германскими, итальянскими и болгарскими войсками. Это стало сокрушительным ударом по политике СССР на Балканах, поражением попыток соперничества с Германией на дипломатическом фронте. После этого оставалась одна надежда: отодвинуть ставшую неизбежной германскую агрессию как можно дальше во времени.
1 мая Гитлер принял решение о том, что нападение на СССР произойдёт 22 июня.

### Экономика Германии перед нападением на СССР
Милитаризация экономики и всей жизни Германии, захват промышленности и запасов стратегического сырья других стран, принудительное использование дешёвой рабочей силы оккупированных и союзных государств значительно повысили военно-экономическую мощь Германии. Большое значение для Германии в условиях морской блокады со стороны Великобритании имел транзит товаров через территорию СССР с Ближнего и Дальнего Востока: в апреле-декабре 1940 г. через СССР прошло 59 % германского импорта и 49 % экспорта, а в первой половине 1941 г. соответственно 72 % и 64 %.
Накануне Великой Отечественной войны Германия вместе с оккупированными территориями и странами-сателлитами производила в год 439 млн тонн угля, 31,8 млн тонн стали (СССР: 166 млн тонн и 18 млн тонн соответственно), 11 тыс. орудий и миномётов, 11 тыс. самолётов; за первое полугодие 1941 г. произвела 1621 танк и САУ, 5470 самолётов, 17 685 орудий и миномётов, 8,225 млн снарядов и артиллерийских мин. При этом СССР за тот же период произвёл 1848 танков и САУ, 5958 самолётов, 18 393 орудий и миномётов, 20,13 млн снарядов и артиллерийских мин.
Безудержная милитаризация Германии привела к колоссальным диспропорциям в экономике и громадному росту государственной задолженности, которую Гитлер надеялся погасить за счёт захваченных земель.

Есть лишь два пути: или мы взвалим все тяготы по выплате этого долга на плечи наших соотечественников, или на покрытие этих расходов пойдёт та прибыль, которую мы сможем извлечь из оккупированных восточных территорий. Второй путь несомненно предпочтительнее.

2 мая 1941 на совещании экономического штаба «Восток» было сказано:

Продолжать войну можно будет лишь в том случае, если все вооружённые силы Германии на третьем году войны будут снабжаться продовольствием за счёт России. При этом несомненно: если мы сумеем выкачать из страны всё, что нам необходимо, то десятки миллионов людей обречены на голод.

## Предыстория войны. СССР

### Общее состояние СССР
С окончанием Новой Экономической Политики в конце 1920-х, в начале 1930-х советское правительство принялось к развитию индустрии с уклоном на тяжёлую промышленность. Будучи обескровленная гражданской войной, а также осложнённая рядом дипломатических проблем и без того напряжённая экономика подверглась массовой милитаризации, под влияние которой попали идеология, средства массовой информации и даже школьное образование. Исследователь советского оборонно-промышленного комплекса Н. Симонов замечал, что попытка развития советской экономики без затрат на оборонное производство была похоронена «Военной тревогой 1927 года», когда Сталин посчитал, что крупные западные страны будут стремиться уничтожить СССР как первое социалистическое государство.
Благодаря форсированной индустриализации в ходе довоенных пятилеток в СССР была создана базовая тяжёлая промышленность, создававшаяся с учётом возможности быстрого перевода её на производство вооружений, что в дальнейшем сыграло свою роль в победе СССР в Великой Отечественной войне. Большинство советского населения (около 66 процентов) всё ещё составляло крестьянство с достаточно низким уровнем образования — в отличие от давно урбанизированной и индустриализированной Германии. По количеству многих видов производимой военной техники (танков, самолётов, артиллерийских орудий, миномётов, стрелкового оружия) СССР уже превосходил Германию. Проблемой была низкая оснащённость советских войск средствами связи и управления, где отставание от Германии было существенным.
Есть мнение, что благодаря жёсткому контролю советского правительства над экономикой, уровень её милитаризации и адаптированность к работе в условиях военного времени были якобы значительно более высокими чем в Германии, экономика которой была директивными методами переориентирована на военные нужды, в степени характерной для СССР, лишь после объявления Геббельсом «тотальной войны» в 1943 году (хотя немецкая армия численностью более 7 млн.чел. была полностью мобилизована уже к июню 1941 года). Поэтому экономика СССР уже к началу войны имела будто-бы более высокую военную отдачу. Доля оборонных расходов составила 32,5 % госбюджета. 26 июня 1940 года вышел указ «О переходе на восьмичасовой рабочий день, на семидневную рабочую неделю и о запрещении самовольного ухода рабочих и служащих с предприятий и учреждений», запрещавший увольнение с предприятий и вводивший уголовную ответственность за опоздания и прогулы. При этом работники могли быть переведены на другие предприятия принудительно, что устанавливал указ от 19 октября 1940 года «О порядке обязательного перевода инженеров, техников, мастеров, служащих и квалифицированных рабочих с одних предприятий и учреждений в другие». 3 октября 1940 года была введена плата за обучение в старших классах школ, «учитывая возросший уровень благосостояния трудящихся», и одновременно издан указ «О государственных трудовых резервах СССР», по которому в специальные учебные заведения принимались подростки с 14 лет и обучение в которых происходило «в сочетании с выполнением производственных норм». «Особое значение имела мобилизационная форма привлечения юношей и девушек к обучению в системе „трудовых резервов“ в отличие от принципа добровольного поступления».
И всё же в начальный период РККА показала свою полную неготовность к войне с Германией. В советской историографии это объяснялось просчётами в военном строительстве, в определении вероятных сроков начала войны и в запаздывании в развёртывании войск у государственной границы.
Незадолго до войны в РККА и РКВМФ прошли масштабные политические репрессии («чистки»). Основной удар политических репрессий был направлен против командного состава высшего звена: заместителей наркома обороны СССР, командующих войсками военных округов (флотов), их заместителей, командиров корпусов, дивизий, бригад. Значительно пострадал командно-начальствующий состав управлений и штабов в соответствующих звеньях, профессорско-преподавательский состав военно-учебных заведений. К началу войны семь из 17 командующих войсками военных округов и четверо из 17 начальников штабов округов находились в должности менее полугода. Тринадцать из 20 командующих армиями находились в должности менее полугода, и только двое — более года. Всего более 70 % командиров (от командира полка и выше) и 75 % политработников аналогичных рангов имели стаж менее 1 года[страница не указана 5368 дней]. Основной причиной этого было резкое увеличение численности РККА, приведшее к серьёзному дефициту командиров.
Традиционно в учебниках по истории указывается, что репрессиям подверглись 40 тыс. офицеров армии и ВВС. О. Ф. Сувениров приводит значительно меньшие цифры (28 685 уволенных по политическим мотивам, 9579 арестованных). По мнению исследователей, репрессии снизили моральный дух армии и её боеспособность.
Внеочередная сессия Верховного Совета СССР 1 сентября 1939 года приняла Закон «О всеобщей воинской обязанности», по которому призывной возраст был снижен с 21 года до 19 лет. Сроки действительной службы рядового и младшего командного состава были увеличены.
Для более совершенного овладения военным делом были увеличены сроки действительной службы: для младших командиров сухопутных войск и ВВС — с двух до трёх лет, для рядового состава ВВС, а также рядового и младшего комсостава пограничных войск — до четырёх лет, на кораблях и в частях флота — до пяти лет.
Как показали результаты инспекторских проверок РККА в конце 30-х годов, воинская дисциплина и боевая учёба в армии были на весьма невысоком уровне. Крайне низким оставался и образовательный уровень командного состава РККА. Всё это не мог компенсировать мощный поток боевой техники, которой снабжала армию советская промышленность. Фактическая боевая эффективность РККА к началу войны явно не соответствовала её техническому оснащению.
Одновременно формировались и переформировывались десятки дивизий (с сентября 1939 до июня 1941 только стрелковых дивизий 125), в результате эти дивизии не представляли собой полноценных боевых частей, для их доукомплектования по штатам мирного времени требовалось время, которого не было. Численность армии увеличилась почти втрое и достигла 5,3 млн чел. при полном штате 8,9 млн.чел.

### Срыв переговоров с Англией и Францией. Подписание договора о ненападении с Германией
Действия Германии весной 1939 года в отношении Чехословакии, Литвы, Польши и Румынии заставили Великобританию и Францию заняться поиском союзников для сдерживания германской экспансии. Одновременно Германия предприняла зондаж позиции СССР на предмет улучшения отношений, но советская сторона предпочла занять выжидательную позицию.
Сделав ставку на неизбежность возникновения нового конфликта между империалистическими государствами, СССР стремился не допустить объединения европейских великих держав, воспринимая это как главную угрозу своим интересам.
Сразу после оккупации немецкими войсками Чехии и Моравии и завершения расчленения Чехословакии, советское правительство 18 марта 1939 года выступило за немедленный созыв конференции представителей СССР, Великобритании, Франции, Польши, Румынии и Турции для обсуждения мер по предотвращению дальнейшей агрессии. Это предложение, однако, не было принято.
В апреле 1939 года, после предъявления Германией территориальных претензий к Польше, по инициативе СССР начались переговоры между СССР, Великобританией и Францией с целью заключения договора о взаимопомощи на случай агрессии. Переговоры, однако, в августе завершились провалом.
В советской и российской историографии принято считать, что цели Великобритании и Франции в начавшихся в Москве переговорах заключались в следующем: отвести от своих стран угрозу войны; предотвратить возможное советско-германское сближение; демонстрируя сближение с СССР, достичь соглашения с Германией; втянуть Советский Союз в будущую войну и направить германскую агрессию на Восток. Как правило, отмечается, что Великобритания и Франция, стремясь сохранить видимость переговоров, в то же время не желали равноправного союза с СССР. В постсоветский период появились указания на то, что Запад был более заинтересован в союзе с СССР, нежели советское руководство — в союзе с Великобританией и Францией. Что касается целей СССР на этих переговорах, то этот вопрос является предметом дискуссии. Как правило, считается, что советское руководство ставило перед дипломатами три основные задачи — предотвратить или оттянуть войну и сорвать создание единого антисоветского фронта. Сторонники официальной советской версии считают, что стратегической целью советского руководства летом 1939 года было обеспечение безопасности СССР в условиях начавшегося кризиса в Европе; их оппоненты указывают, что советская внешняя политика способствовала столкновению Германии с Великобританией и Францией в расчёте на «мировую революцию».
Одновременно с переговорами в Москве британское правительство поддерживало тайные контакты с гитлеровской Германией (сведения о них проникли в печать). Разгадав двойную политическую и дипломатическую игру своих партнёров по переговорам, советское правительство приняло предложение Германии об улучшении политических отношений между государствами на основе взаимного признания интересов в Восточной Европе. При этом сама Германия заявила о своей заинтересованности в контроле над западной частью Польши и Литвой и о готовности учесть заинтересованность СССР в восточной части Польши, а также в территориях Латвии, Эстонии, Финляндии и румынской Бессарабии. Такая договорённость, однако, подразумевала отказ СССР от договора с Великобританией и Францией.
19 августа Гитлер дал согласие «учесть всё, чего пожелает СССР». В этот же день Сталин при одобрении Политбюро принял решение о заключении германо-советского договора о ненападении. Для заключения договора в Москву прибыл министр иностранных дел Германии Иоахим фон Риббентроп. В ночь на 24 августа в Кремле был подписан Договор о ненападении между Германией и Советским Союзом. В секретном дополнительном протоколе этого договора было закреплено разделение сфер интересов Германии и СССР «в случае территориально-политического переустройства» Прибалтики и Польши.

### Сообщение агентства Гавас
В ноябре 1939 года французским агентством «Гавас» была распространена так называемая речь Сталина от 19 августа 1939 г. Как утверждалось, в этот день на секретном совещании в Политбюро Сталин заявил: «Если мы заключим пакт о ненападении с Германией, она, безусловно, нападёт на Польшу, и в этом случае вмешательство Англии и Франции на стороне Польши неизбежно. В этом случае мы имеем все шансы остаться в стороне со всеми вытекающими из этого выгодами. В связи с этим понятно наше решение принять предложение Германии о заключении пакта, а представителей Англии и Франции вежливо отправить по домам. Мы в высшей степени заинтересованы в том, чтобы в Европе началась война между Германией и англо-французским блоком и чтобы эта война длилась как можно дольше, чтобы воюющие стороны полностью исчерпали бы свои ресурсы. За это время мы должны интенсифицировать нашу работу в воюющих странах с тем, чтобы мы были полностью готовы к тому, что произойдёт по окончании войны».
Сам Сталин категорически отрицал это обвинение.

Слева: раздел сфер интересов в Восточной Европе по Секретному доп. протоколу. Справа: фактические изменения территорий к 1941 году.
Оранжевым цветом изображены территории, отходящие и отошедшие к СССР, голубым — территории, отошедшие к Германскому рейху, фиолетовым — территории, оккупированные Германией (Варшавское генерал-губернаторство, Норвегия и протекторат Богемия и Моравия)

### Экспансия СССР в 1939—1940 годах
1 сентября 1939 года Германия начала военные действия против Польши. Правительство Польши бежало из Варшавы.
17 сентября послу Польши в СССР В. Гжибовскому была зачитана нота о том, что «…польское правительство распалось и не проявляет признаков жизни. Это значит, что Польское государство и его правительство фактически перестали существовать. Тем самым прекратили своё действие договоры, заключённые между СССР и Польшей». Войдя на территорию Польши, с 17 сентября до 5 октября РККА установила контроль над её восточными территориями — Западной Белоруссией, Западной Украиной (включая Галицию), Виленским краем, Белостокской и Перемышленской областями, которые согласно Секретному дополнительному протоколу к Договору о ненападении между Германией и Советским Союзом были отнесены к сфере интересов СССР. 28 сентября, на другой день после капитуляции Польши, был подписан Договор о дружбе и границе, по которому захваченные сверх предусмотренных лимитов части Польши (Люблинское и восточную часть Варшавского воеводства) Гитлер согласился «обменять» на Литву, признав её советской сферой интересов. Одновременно Риббентроп и Молотов подписали от имени своих правительств совместное заявление,
в котором ответственность за продолжение войны в Европе возлагалась на Великобританию и Францию. Таким образом, союз между Москвой и Берлином был оформлен полномасштабным межгосударственным договором.
В октябре 1939 года Западная Украина вошла в состав УССР, Западная Белоруссия — в состав БССР, Виленский край был передан Литве.
Позиция советского правительства на данном этапе истории была подробно разъяснена в выступлении В. Молотова (Доклад о внешней политике Правительства на Внеочередной пятой сессии Верховного Совета СССР 31 октября 1939 года):

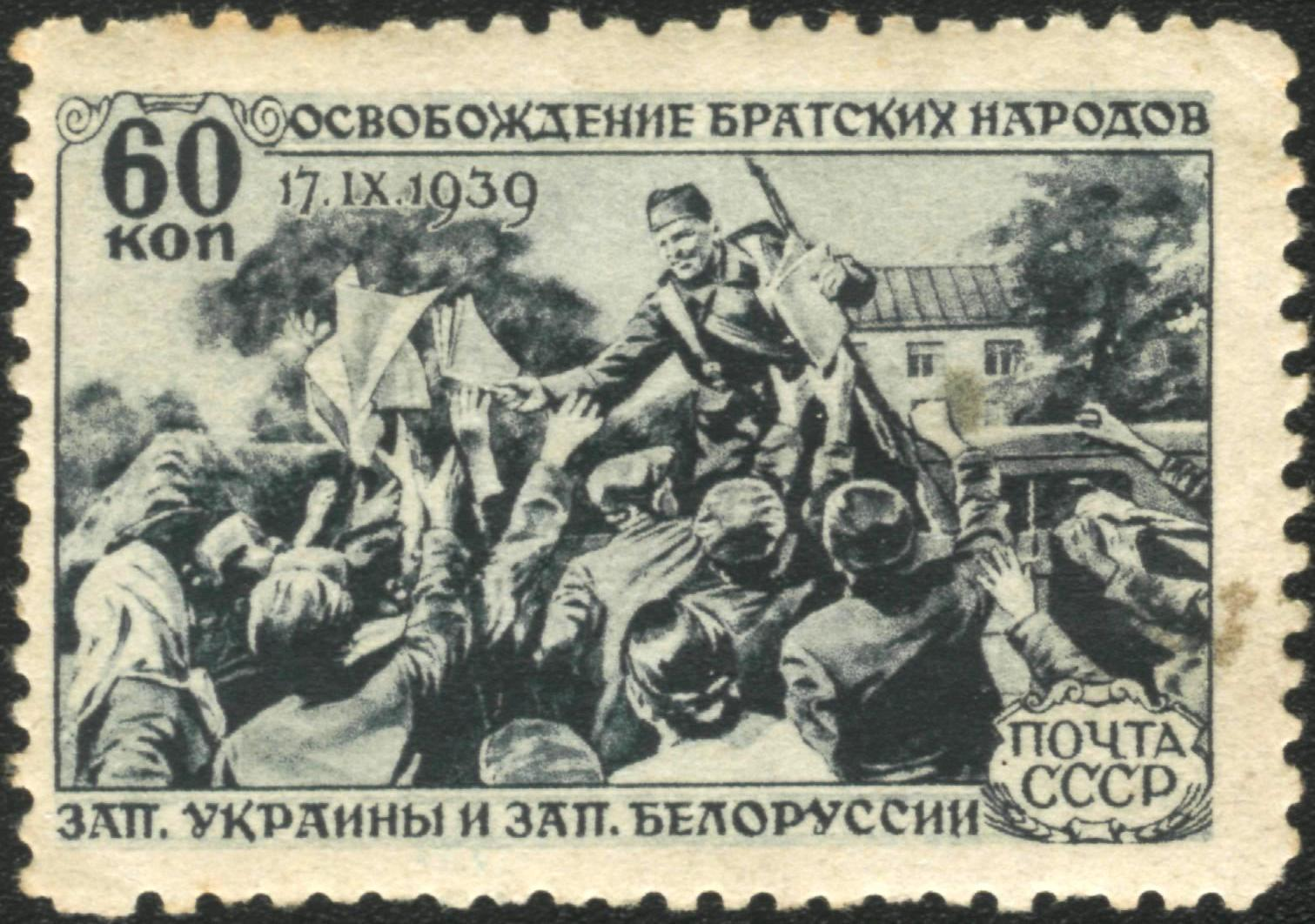
Марка СССР «Освобождение братских народов Зап. Украины и Зап. Белоруссии» (1940)

Советские и немецкие офицеры в районе Бреста. Из немецкой кинохроники. Немецкий офицер показывает советскому листовку на ломаном русском, которую тот вслух читает: «Немецкая армия приветствует Рабоче-крестьянскую Красную армию! Мы солдаты желаем войти с солдатами РККА в хорошее солдатское отношение. Русский солдат пользовался у нас всегда глубоким уваженіем. Что и в будущем должно остаться так!»

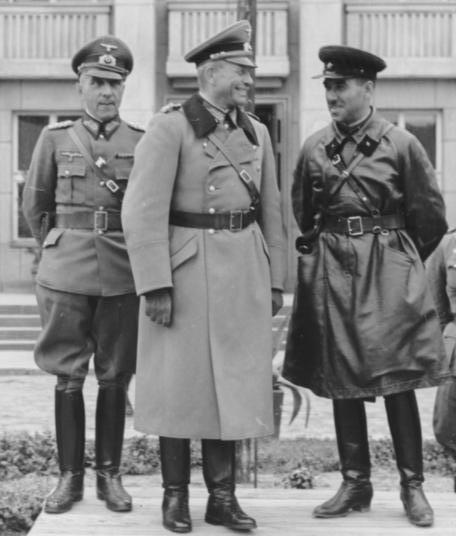
Генерал танковых войск Гейнц Гудериан (в центре), комбриг Семён Кривошеин (справа) и генерал Мориц фон Викторин (слева). Совместный парад Вермахта и РККА в Бресте, сентябрь 1939

…Правящие круги Польши немало кичились «прочностью» своего государства и «мощью» своей армии. Однако, оказалось достаточным короткого удара по Польше со стороны сперва германской армии, а затем — Красной Армии, чтобы ничего не осталось от этого уродливого детища Версальского договора, жившего за счёт угнетения непольских национальностей. «Традиционная политика» беспринципного лавирования и игры между Германией и СССР оказалась несостоятельной и полностью обанкротилась…
…Известно, например, что за последние несколько месяцев такие понятия, как «агрессия», «агрессор» получили новое конкретное содержание, приобрели новый смысл. Не трудно догадаться, что теперь мы не можем пользоваться этими понятиями в том же смысле, как, скажем, 3—4 месяца тому назад. Теперь, если говорить о великих державах Европы, Германия находится в положении государства, стремящегося к скорейшему окончанию войны и к миру, а Англия и Франция, вчера ещё ратовавшие против агрессии, стоят за продолжение войны и против заключения мира. Роли, как видите, меняются.
Попытки английского и французского правительств оправдать эту свою новую позицию данными Польше обязательствами, разумеется, явно несостоятельны. О восстановлении старой Польши, как каждому понятно, не может быть и речи. Поэтому бессмысленным является продолжение теперешней войны под флагом восстановления прежнего Польского государства. Понимая это, правительства Англии и Франции, однако, не хотят прекращения войны и восстановления мира, а ищут нового оправдания для продолжения войны против Германии.
В последнее время правящие круги Англии и Франции пытаются изобразить себя в качестве борцов за демократические права, народов против гитлеризма, причём английское правительство объявило, что будто бы для него целью войны против Германии является, не больше и не меньше, как «уничтожение гитлеризма». Получается так, что английские, а вместе с ними и французские, сторонники войны объявили против Германии что-то вроде «идеологической войны», напоминающей старые религиозные войны. Действительно, в своё время религиозные войны против еретиков и иноверцев были в моде. Они, как известно, привели к тягчайшим для народных масс последствиям, к хозяйственному разорению и к культурному одичанию народов. Ничего другого эти войны и не могли дать. Но эти войны были во времена Средневековья. Не к этим ли временам Средневековья, к временам религиозных войн, суеверий и культурного одичания тянут нас снова господствующие классы Англии и Франции? Во всяком случае, под «идеологическим» флагом теперь затеяна война ещё большего масштаба и ещё больших опасностей для народов Европы и всего мира. Но такого рода война не имеет для себя никакого оправдания. Идеологию гитлеризма, как и всякую другую идеологическую систему, можно признавать или отрицать, это — дело политических взглядов. Но любой человек поймёт, что идеологию нельзя уничтожить силой, нельзя покончить, с нею войной. Поэтому не только бессмысленно, но и преступно вести такую войну, как война за «уничтожение гитлеризма», прикрываемая фальшивым флагом борьбы за «демократию»…
…Владение этими колониями, дающее возможность эксплуатировать сотни миллионов людей, является основой мирового господства Англии и Франции. Страх перед германскими притязаниями на эти колониальные владения — вот в чём подоплёка теперешней войны Англии и Франции против Германии, которая серьёзно усилилась за последнее время в результате развала Версальского договора. Опасения за потерю мирового господства диктуют правящим кругам Англии и Франции политику разжигания войны против Германии.
Как отмечает академик А. О. Чубарьян, если поход на Польшу в дипломатической переписке мотивировался созданием барьера против Германии, то с конца сентября 1939 года после подписания договора о дружбе и границе с Германией любая критика национал-социализма в СССР была прекращена, целью советской пропаганды стали Англия и Франция. По мнению Чубарьяна, именно в этот момент «было явно нарушено „взаимодействие идеологии и прагматической политики“. И то, и другое было подчинено одной цели — сотрудничеству с Германией без ограничений и, главное, без противовесов».
28 сентября — 10 октября 1939 года СССР заключил договоры о взаимопомощи с Эстонией, Латвией и Литвой, на основании которых начал размещение в Прибалтике своих военных баз.

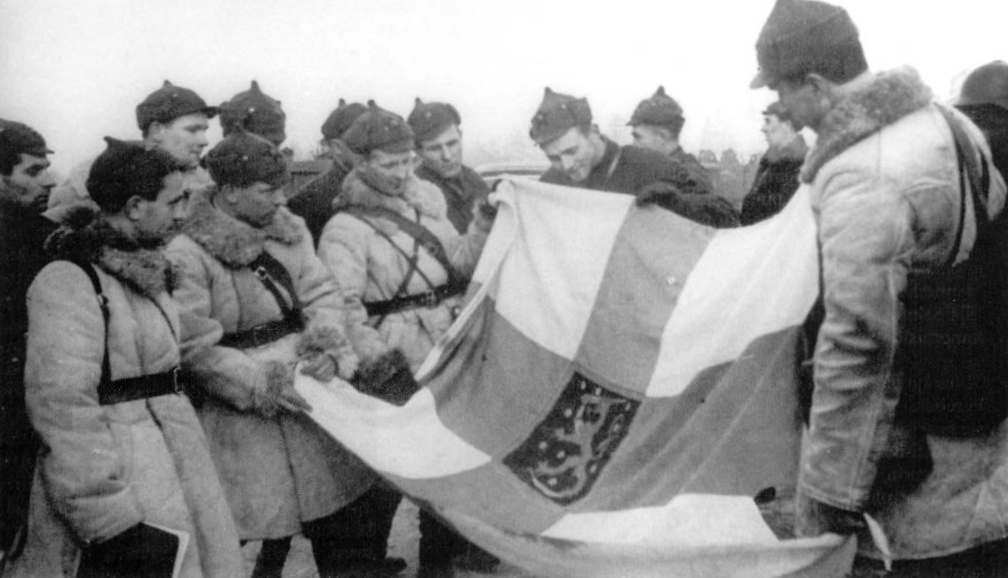
Комсостав (на переднем плане) и рядовые РККА с захваченным флагом Финляндии, 1940

5 октября 1939 года СССР предложил Финляндии также рассмотреть возможность заключения с СССР пакта о взаимопомощи. Переговоры начались 11 октября, однако Финляндия отклонила предложения СССР как по пакту, так и по аренде и обмену территорий. 29 ноября 1939 года СССР разорвал дипломатические отношения с Финляндией, а 30 ноября советские войска перешли советско-финскую границу. Началась советско-финская война. 12 марта 1940 года СССР заключил с Финляндией мирный договор. По итогам войны к Советскому Союзу отошли Карельский перешеек, Северное Приладожье, Печенга и ряд других территорий. СССР арендовал полуостров Ханко (Гангут) на 30 лет под базу ВМФ. В результате войны ценой больших жертв была достигнута главная стратегическая цель, которую преследовало советское руководство, — обезопасить северо-западную границу. Однако полной гарантии того, что территория Финляндии не будет использована для агрессии против СССР, не было, поскольку поставленная политическая цель — создание в Финляндии просоветского режима — не была достигнута, а враждебное отношение к СССР в ней усилилось. Война привела к резкому ухудшению отношений США, Великобритании и Франции с СССР (14 декабря за агрессию против Финляндии СССР был исключён из Лиги Наций). Великобритания и Франция даже планировали военное вторжение на территорию СССР из Финляндии, а также бомбардировки нефтяных промыслов Баку. Ход войны придал уверенности Адольфу Гитлеру в его расчётах на быстрый разгром Советского Союза.

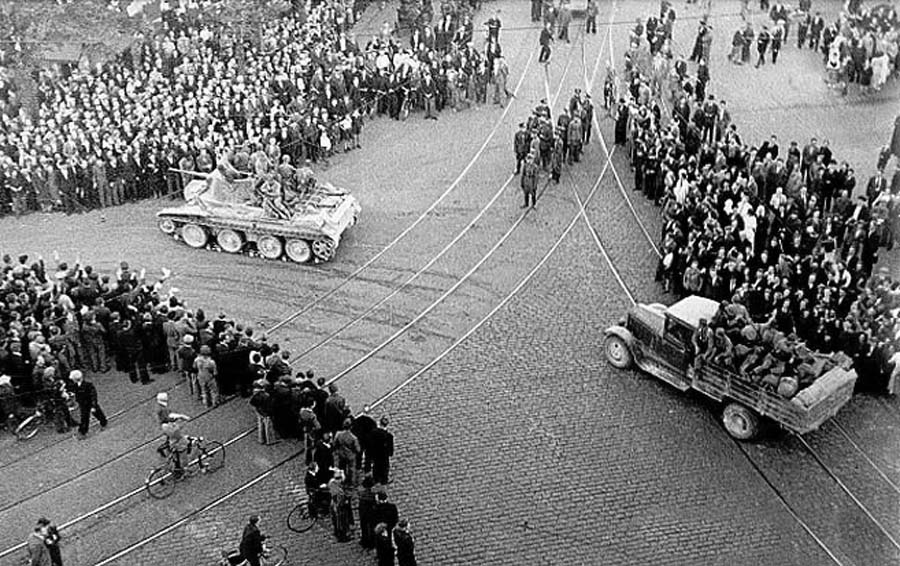
Советские войска вступают в Ригу,
17 июня 1940

14 июня 1940 года советское правительство предъявило ультиматум Литве, а 16 июня — Латвии и Эстонии. В основных чертах смысл ультиматумов совпадал — от этих государств требовалось провести свободные выборы и допустить на свою территорию дополнительные контингенты советских войск. Условия были приняты. 15 июня советские войска вошли в Литву, 17 июня — в Эстонию и Латвию. Были сняты запреты на деятельность коммунистических партий и назначены внеочередные парламентские выборы. На выборах во всех трёх государствах победу одержали прокоммунистические блоки (союзы) трудового народа — единственные избирательные списки, допущенные к выборам. Вновь избранные парламенты уже 21—22 июля провозгласили создание Эстонской ССР, Латвийской ССР и Литовской ССР и приняли Декларации о вхождении в СССР. 3—6 августа республики были приняты в состав Советского Союза (подробнее см. статью Присоединение Прибалтики к СССР (1939—1940)).
26 июня 1940 года СССР потребовал от Румынии передачи ему Бессарабии и Северной Буковины. Румыния согласилась с этим ультиматумом, и 28 июня 1940 года на территорию Бессарабии и Северной Буковины были введены советские войска. 2 августа 1940 года на VII сессии Верховного Совета СССР был принят Закон об образовании союзной Молдавской Советской Социалистической Республики. В состав Молдавской ССР были включены: город Кишинёв, 6 из 9 уездов Бессарабии (Бельцкий, Бендерский, Кагульский, Кишинёвский, Оргеевский, Сорокский), а также город Тирасполь и 6 из 14 районов бывшей Молдавской АССР (Григориопольский, Дубоссарский, Каменский, Рыбницкий, Слободзейский, Тираспольский). Остальные районы МАССР, а также Аккерманский, Измаильский и Хотинский уезды Бессарабии отошли к Украинской ССР. В состав Украинской ССР также вошла Северная Буковина (подробнее см. статью Присоединение Бессарабии к СССР).
Начиная с лета 1940 года СССР развернул дипломатическую активность с целью усиления своего влияния в Балкано-Дунайском регионе. Оживившийся интерес Москвы к Балканам был холодно встречен в Берлине. 24 июня 1940 года советский полпред в Словакии Г. М. Пушкин был вынужден признать, что Словакия входит в «сферу влияния Германии». В дальнейшем дипломатическое противостояние Москвы и Берлина сосредоточилось на Венгрии, Румынии, Болгарии и Югославии. Так, советский нажим на Румынию в августе 1940 года облегчил удовлетворение территориальных претензий Венгрии на Трансильванию и Болгарии на Добруджу. Чуть позже, в сентябре 1940 года, СССР подписал торговый договор с Венгрией. С другой стороны, Германия выступила «гарантом» Венгрии против словацких и румынских требований изменения границ, установленных первым и вторым Венскими арбитражами. Советско-германские переговоры на высшем уровне в Берлине в ноябре 1940 года не привели к компромиссу двух держав на Балканах. Так, требование В. М. Молотова о переводе Болгарии, Румынии и Турции в советскую зону влияния не было принято И. Риббентропом. Более того, Югославия, заключившая с СССР 5 апреля 1941 г. договор о дружбе и ненападении, стала жертвой незамедлительного германского вторжения. В дополнение, поощряя венгерские и болгарские территориальные претензии к Югославии, Берлин смог добиться исключительного влияния в Будапеште и Софии. Таким образом, весной 1941 г. стало ясно, что Москва проиграла дипломатическую схватку с Берлином за Балканы.

### Предвоенное советско-германское сотрудничество
Экономическое и военно-техническое сотрудничество СССР и Германии в 1926—1933 годах, которое, с приходом Гитлера к власти, по инициативе советской стороны было практически свёрнуто и пересмотрено только в августе 1939 года. В 1940 году было заключено хозяйственное соглашение между Германией и СССР о расширении торговли.
С подписанием в феврале 1940 года торгового соглашения СССР включился в интенсивный экономический обмен с Германией, поставляя продовольствие и стратегические материалы — нефть, хлопок, хром, другие цветные металлы, платину и иное сырьё, получая взамен антрацит, стальной прокат, машины, оборудование и готовые изделия. При такой структуре торговли поставки из СССР во многом сводили на нет эффективность экономической блокады, введённой против Германии атлантическими странами с началом войны.
Также между СССР и гитлеровской Германией осуществлялось тайное военно-морское сотрудничество. В порту Мурманска осенью 1939 года от британского флота укрывались германские торговые суда, а также включённый в состав Кригсмарине лайнер «Бремен», на трубах которого были нанесены опознавательные знаки советского торгового флота. В губе Западная Лица была создана секретная база германского флота «Базис Норд». Из неё в апреле 1940 года вышел германский танкер «Ян Веллем», который прибыл в Нарвик, чтобы снабдить топливом германские корабли, участвовавшие в операции по оккупации Норвегии. После захвата Норвегии германский адмирал Эрих Редер направил благодарственную телеграмму командующему флотом СССР. Летом 1940 года германский вспомогательный крейсер «Комет» под разными названиями при содействии СССР прошёл Северным морским путём из Северного моря в Берингов пролив и далее в Тихий океан.
В СССР не исключали, что через какое-то время в советско-германских отношениях могут возникнуть осложнения. Поэтому Сталин стремился делать всё, чтобы не создавать каких-либо предпосылок для провокаций со стороны Германии и оттянуть возможный советско-германский военный конфликт на более длительный период. Установка Сталина на то, чтобы не делать ничего, что могло бы обострить советско-германские отношения, стала главной для сотрудников наркоматов иностранных дел, внешней торговли и обороны. Некоторое отрицательное воздействие эта установка оказала и на деятельность руководителей советской разведки.

### Советские мероприятия по подготовке к войне
Советское руководство не могло не понимать неизбежности войны с Германией, и подготовка к ней, конечно же, велась. Уже в 1939 году был предпринят ряд мер по укреплению органов НКВД для борьбы с антисоветскими элементами и потенциальным противником, развёрнута и упорядочена агентурная работа в соответствии с приказом НКВД СССР № 001223.
В январе 1941 года в СССР были проведены две оперативно-стратегические игры на картах с высшим командным составом РККА для проработки и усвоения основ современной наступательной операции фронта и армии:
Первая игра проводилась на северо-западном направлении, в условиях Прибалтийского театра военных действий и Восточной Пруссии. Во второй игре отрабатывались действия сторон на юго-западном направлении. В обеих играх отрабатывались только наступательные действия «восточных», и основной упор делался на то, чтобы дать высшему комсоставу практику «вождения крупных оперативных и прежде всего подвижных соединений во взаимодействии с авиацией». Вопросы обороны затрагивались лишь в том объёме, в каком они могли возникнуть по ходу игры в связи с контрударами противника. Ни в играх, ни в последующем за ними совещании не делалось попыток рассмотреть ситуацию, которая может сложиться в первых операциях в случае нападения Германии.
5 мая 1941 г. в Большом Кремлёвском дворце состоялся торжественный приём. Сталин выступил на нём с речью, а также несколькими тостами перед выпускниками военных академий РККА. Во время выступления Сталин рассказал о текущем состоянии РККА, а также затронул внешнюю политику. В частности, он привёл причины поражения Франции, а в конце своего послания стал успокаивать аудиторию, говоря, что нельзя считать немецкую армию непобедимой. В частности, он заметил:

В вооружении германской армии нет ничего особенного. Сейчас такое вооружение имеют многие армии, в том числе и наша. А наши самолёты даже лучше немецких. Да к тому же у немцев стало головокружение от успехов. У них военная техника уже не двигается вперёд. У руководителей армии появилось зазнайство — что нам, нам море по колено…"

«До сих пор мы проводили мирную, оборонительную политику и в этом духе воспитывали свою армию. Правда, проводя мирную политику, мы кое-что заработали!… (здесь т. Сталин намекнул на Западную Украину и Белоруссию, и Бессарабию). Но сейчас положение должно быть изменено. У нас есть сильная и хорошо вооружённая армия».
«…хорошая оборона — это значит нужно наступать. Наступление — это самая лучшая оборона…»

В Центральном архиве Министерства обороны РФ имеется не подписанная записка от имени наркома обороны С. К. Тимошенко и начальника Генерального штаба Г. К. Жукова, написанная рукой А. М. Василевского. Судя по содержанию, документ был подготовлен не ранее 15 мая 1941 года. Записка, адресованная Сталину, содержит «соображения по плану стратегического развёртывания Вооружённых сил Советского Союза на случай войны с Германией и её союзниками». В ней говорится: 
Учитывая, что Германия в настоящее время держит свою армию отмобилизованной, с развёрнутыми тылами, она имеет возможность предупредить нас в развёртывании и нанести внезапный удар. Чтобы предотвратить это [и разгромить немецкую армию], считаю необходимым ни в коем случае не давать инициативы действий германскому командованию, упредить противника в развёртывании и атаковать германскую армию в тот момент, когда она будет находиться в стадии развёртывания и не успеет ещё организовать фронт и взаимодействие родов войск.
 Далее излагается план военных действий:
Ближайшая задача — разгромить германскую армию восточнее р. Висла и на Краковском направлении, выйти на p.p. Наров, Висла и овладеть районом Катовице, для чего:
а) главный удар силами Юго-Западного фронта нанести в направлении Краков, Катовице, отрезая Германию от её южных союзников;
б) вспомогательный удар левым крылом Западного фронта нанести в направлении Седлец, Демблин, с целью сковывания Варшавской группировки и содействия Юго-Западному фронту в разгроме Люблинской группировки противника
Г. К. Жуков в 1965 г. рассказывал военному историку В. А. Анфилову:
Идея предупредить нападение Германии появилась у нас с Тимошенко в связи с речью Сталина 5 мая 1941 года перед выпускниками военных академий, в которой он говорил о возможности действовать наступательным образом. Это выступление в обстановке, когда враг сосредоточивал силы у наших границ, убедило нас в необходимости разработать директиву, предусматривавшую предупредительный удар. Конкретная задача была поставлена А. М. Василевскому. 15 мая он доложил проект директивы наркому и мне. Однако мы этот документ не подписали, решили предварительно доложить его Сталину. Но он прямо-таки закипел, услышав о предупредительном ударе по немецким войскам. «Вы что, с ума сошли, немцев хотите спровоцировать?» — раздражённо бросил Сталин. Мы сослались на складывающуюся у границ СССР обстановку, на идеи, содержавшиеся в его выступлении 5 мая… «Так я сказал это, чтобы подбодрить присутствующих, чтобы они думали о победе, а не о непобедимости немецкой армии, о чём трубят газеты всего мира», — прорычал Сталин. Так вот была похоронена наша идея о предупредительном ударе…

В 1966 г. Жуков рассказывал сотруднику Военно-исторического журнала Н. А. Светлишину: 
…свою докладную я передал Сталину через его личного секретаря Поскрёбышева. Мне до сих пор не известны ни дальнейшая судьба этой записки, ни принятое по ней решение Сталина. А преподанный по этому поводу мне урок запомнился навсегда. На следующий день А. Н. Поскрёбышев, встретивший меня в приёмной Сталина, сообщил его реакцию на мою записку. Он сказал, что Сталин был сильно разгневан моей докладной и поручил ему передать мне, чтобы я впредь таких записок «для прокурора» больше не писал, что председатель Совнаркома больше осведомлен о перспективах наших взаимоотношений с Германией, чем начальник Генштаба, что Советский Союз имеет ещё достаточно времени для подготовки решительной схватки с фашизмом. А реализация моих предложений была бы только на руку врагам Советской власти.
Интересно, что обе версии решительно противоречат друг другу, что странно: ведь Анфилов и Светлишин предлагают считать их автором одного и того же человека. Не менее интересно, что оба историка вспомнили об этом эпизоде только после публикации «Соображений…», хотя, по их версии, разговор состоялся в 60-х гг., то есть на несколько десятилетий раньше.
Военный историк М. Мельтюхов считает версию Светлишина неправдоподобной по следующим причинам:
- Неясно, почему Жуков передаёт совершенно секретный, особой важности документ не самому Сталину, а его секретарю.
- Неясно также, почему Сталин не мог лично сказать Жукову все то, что он якобы передал через Поскрёбышева.

М. Мельтюхов также считает версию Анфилова не вполне правдоподобной, поскольку, по его мнению:
- Идея предупредить нападение Германии возникла задолго до мая 1941 года и составляла основу советского военного планирования в 1940—1941 годах.
- Ответ Сталина на предложение нанести превентивный удар выглядит совершенно не к месту — при чём тут «провоцирование»?
- Неверно сводить смысл речи Сталина к опровержению утверждений о непобедимости немецкой армии зарубежной прессы, которую в СССР явно не читали.

Мельтюхов полагает, что Жуков был заинтересован в сокрытии правды о неудавшемся нападении на Германию и был не в том положении, чтобы позволить себе сказать правду.
Неясно, чем же руководствовался Г. К. Жуков, излагая два варианта событий двум разным людям, но, видимо, общий смысл письменных или устных ответов Сталина был передан — не страх перед Гитлером, а нежелание спровоцировать агрессию любой ценой. Сам Г. К. Жуков косвенно подтверждает такое поведение Сталина в своих мемуарах:
В этих сложных условиях стремление избежать войны превратилось у И. В. Сталина в убеждённость, что ему удастся ликвидировать опасность войны мирным путём. Надеясь на свою «мудрость», он перемудрил себя и не разобрался в коварной тактике и планах гитлеровского правительства.
И. В. Сталин требовал вести осторожную политику и проводить мероприятия оперативно-мобилизационного порядка так, чтобы, как он говорил, «не спровоцировать войну с Германией».
- В бывшем партийном архиве имеется проект директивы секретаря ЦК ВКП(б) А. Щербакова о состоянии военно-политической пропаганды, который датируется началом июня 1941 г. В нём, в частности, указывается, что[66] международная обстановка крайне обострилась, военная опасность для нашей страны приблизилась, как никогда. В этих условиях ленинский лозунг «на чужой земле защищать свою землю» может в любой момент обратиться в практические действия. Таковы коренные изменения, которые произошли в международной обстановке и в жизни Советского Союза. Эти новые условия, в которых живёт страна, требуют от партийных организаций коренного поворота в партийно-политической работе по большевистскому воспитанию личного состава Красной Армии и всего советского народа в духе пламенного патриотизма, революционной решимости и постоянной готовности перейти в сокрушительное наступление на врага.

20 июня 1941 г. в СССР был утверждён Главным военным советом проект директивы Главного управления политической пропаганды (ГУПП) РККА «О задачах политической пропаганды в Красной Армии на ближайшее время», где говорилось:
Война непосредственно подошла к границам нашей родины. Каждый день и час возможно нападение империалистов на Советский Союз, которое мы должны быть готовы предупредить своими наступательными действиями… Опыт военных действий показал, что оборонительная стратегия против превосходящих моторизованных частей никакого успеха не давала и оканчивалась поражением. Следовательно, против Германии нужно применить ту же наступательную стратегию, подкрепленную мощной техникой… Вся учёба всех родов войск Красной Армии должна быть пропитана наступательным духом… Германская армия ещё не столкнулась с равноценным противником, равным ей как по численности войск, так и по их техническому оснащению и боевой выучке. Между тем такое столкновение не за горами.
К этой фразе начальник Управления агитации и пропаганды ЦК ВКП(б) Г. Ф. Александров сделал примечание:
Этакой формулировки никак нельзя допускать. Это означало бы раскрыть карты врагу.
- В апреле — мае 1941 г. Наркомат обороны и Генеральный штаб начали проводить с согласия правительства скрытное отмобилизование военнообязанных запаса под прикрытием «больших учебных сборов». Ставилась задача усилить войсковые части и соединения в 14 военных округах. Всего на «учебные сборы» до объявления войны было призвано свыше 802 тыс. человек, что составляло 24 % приписного личного состава по мобплану МП-41. Удалось пополнить 99 дивизий из 198: 21 дивизия пополнилась до 14 тыс. человек, 72 дивизий — до 12 тыс. человек и 6 стрелковых дивизий — до 11 тыс. человек.
- С 13 по 22 мая Генштаб приказал 3 армиям начать движение к западным границам 22, 21 и 16-й армиям. 22-я армия (62-й и 51-й стрелковые корпуса — 6 дивизий) выдвигалась в район Идрица, Себеж, Витебск со сроком окончания сосредоточения 1—3 июля. 21-я армия (66, 63, 45, 30, 33-й стрелковые корпуса — 14 дивизий) сосредоточивалась в район Чернигов, Гомель, Конотоп 17 июня — 2 июля. 16-я армия (12 дивизий) перебрасывалась 22 мая — 1 июня в район Проскуров, Хмельники. Переброска войск была спланирована с расчётом завершения сосредоточения в районах, намечаемых оперативными планами с 1 июня по 10 июля 1941 г.
- Из Северо-Кавказского военного округа в район Черкассы, Белая Церковь выдвигалась 19-я армия (34, 67-й стрелковые, 25-й механизированный корпуса) со сроками сосредоточения к 10 июня. Харьковский военный округ получил задачу выдвинуть к 13 июня 25-й стрелковый корпус в район Лубны в оперативное подчинение командующего 19-й армией. В Одесский округ для обороны Крыма в период с 19 по 23 мая передислоцировались из Северо-Кавказского округа управление 9-го стрелкового корпуса и 106-я стрелковая дивизия из Киевского особого военного округа. Войска 20, 24 и 28-й армий готовились к передислокации. 4 армии (22, 21, 16, 19-я), которые сосредотачивались по линии Западной Двины и Днепра и 3 армии (20, 24 и 28-й армия), которые формировались и должны были сосредоточиться в Московском военном округе, вместе составляли Второй Стратегический эшелон Красной Армии. Как покажет начало войны, было ошибкой выдвигать эти 7 неукомплекованных и необученных армий без запасов горючего, боеприпасов и продовольствия.
- 13 мая досрочно были выпущены курсанты из военных училищ.
- Директивой начальника Генерального штаба западным приграничным округам предписывалось с 12 по 15 июня скрытно вывести дивизии, расположенные в глубине, ближе к государственной границе.
- 14 июня в очередной раз нарком обороны и начальник Генерального штаба вышли с предложением о целесообразности приведения войск приграничных округов в полную боевую готовность и развёртывания первых, эшелонов по планам прикрытия. Сталин не дал согласие на приведение войск приграничных округов в полную боевую готовность, он часто подчёркивал, что этот шаг может быть использован фашистскими правителями как предлог для войны.
- К 15 июня более половины дивизий, составлявших второй эшелон и резерв западных военных округов, были приведены в движение. Всего к началу войны осуществляли выдвижение из резерва приграничных округов около 32 дивизий. Из них успели сосредоточиться в новых районах только 4-5 дивизий.
- С 14 по 19 июня командование приграничных округов получило указания к 22-23 июня вывести фронтовые (армейские) управления на полевые пункты[68].
- Ещё раз было дано указание маскировать авиацию и её склады горючего. Но одновременно Главное управление аэродромного строительства (ГУАС) НКВД СССР развернуло широкие работы (постройка бетонных полос) на множестве аэродромов, поэтому самолёты зачастую располагались на оставшихся скучено, что обусловило их быстрое поражение в немецких ударах по аэродромам. Завершить строительство намечалось в октябре 1941 г.
- Кроме заключённых ГУАС НКВД, на строительстве шоссейных дорогах трудился контингент ГУ ШОСДОР НКВД, прокладывались новые дороги.
- Так как пропускная способность железных дорог была ниже, чем у немцев, в несколько раз, то для прокладки новых дорог были переброшены железнодорожные строители со всей страны.
- 25 июня должен был быть утверждён Полевой Устав РККА 1939 года с последними изменениями.
- В армию начали поступать новейшие самолёты и танки. Началось их ускоренное освоение.
- Для воздушно-десантных войск сколачивали новые бригады. Были утверждены планы по оснащению десантными самолётами (ПС-84 и переделанные ТБ) и планерами.

К. Рокоссовский писал:

Судя по сосредоточению нашей авиации на передовых аэродромах и расположению складов центрального значения в прифронтовой полосе, это походило на подготовку к прыжку вперёд, а расположение войск и мероприятия, проводимые в войсках, этому не соответствовали.
А. М. Василевский, как непосредственный участник событий, так объясняет нерациональное строительство аэродромов и перенос складов:

Нецелесообразно было в непосредственной близости от новой границы строить в 1940—1941 годах аэродромы и размещать военные склады. Генеральный штаб и лица, непосредственно руководившие в Наркомате обороны снабжением и обеспечением жизни и боевой деятельности войск, считали наиболее целесообразным иметь к началу войны основные запасы подальше от государственной границы, примерно на линии реки Волги. Некоторые же лица из руководства наркомата (особенно Г. И. Кулик, Л. З. Мехлис и Е. А. Щаденко) категорически возражали против этого. Они считали, что агрессия будет быстро отражена и война во всех случаях будет перенесена на территорию противника. Видимо, они находились в плену неправильного представления о ходе предполагавшейся войны. Такая иллюзия, к сожалению, имела место.
Историк В. Д. Данилов писал: «Готовились начать войну сокрушительным наступлением, но упустили многие вопросы организации надёжной обороны страны. Именно этими „ошибками“ и „просчётами“ объясняются крупные неудачи наших войск в начале войны».
М. Мельтюхов указал на то, что план войны с Германией был утверждён 14 октября 1940 г. и его дальнейшее уточнение в документах от 11 марта и 15 мая 1941 г. ничего, по сути, не меняло. «Самое важное, — подчеркнул он, — и в Германии, и в СССР эти планы не остались на бумаге, а стали осуществляться. Сопоставительный анализ подготовки сторон к войне — ещё одно из направлений дальнейших исследований кануна войны. Но даже на основе известных сегодня материалов можно утверждать, что этот процесс шёл параллельно и с начала 1941 г. вступил в заключительную стадию и в Германии, и в СССР, что, кстати, ещё раз подтверждает неизбежность начала войны именно в 1941 г., кто бы ни был её инициатором».
По мнению Б. Шапталова, Сталин ожидал, что в июле-августе 1941 года немецкая армия осуществит десантную операцию и высадится в Великобритании. В таком случае Сталин намеревался нанести удар по немецким войскам в Польше. Из-за того, что армия готовилась к наступательным действиям и значительные силы, а также склады находились вблизи границы, но при этом артиллерия находилась на полигонах, а авиация не была рассредоточена на полевых аэродромах, при немецком нападении 22 июня 1941 года войска приграничных округов оказались неспособны организовать эффективную оборону и быстро потерпели поражение в приграничных боях.
По мнению историка Н. Петрова, Сталин ожидал, что немецкий удар по СССР не будет нанесён без предварительного предъявления СССР какого-либо ультиматума, и превентивный советский удар мог быть нанесён именно после такого немецкого ультиматума.
В то же время необходимо учитывать и следующие факты:
- Г. Жуков вспоминал: "За несколько дней до нападения противника становилось все яснее и яснее, что германские войска готовят свой удар против нас, а не против кого-либо другого. <В это время> мы с Тимошенко просили Сталина потребовать от Германского правительства согласия допустить нашу комиссию для проверки безопасности наших государственных интересов и отсутствия прямой угрозы войны. Нам было заявлено Сталиным, что на это Гитлер не согласится. Мы сказали, что в таком случае надо шире проводить оперативно-стратегические мероприятия на случай войны. Нам было резко сказано: «Вы что, толкаете нас на провокацию войны» и далее — «сейчас главное — это не спровоцировать военных столкновений, обстановка накалилась, надо быть осторожным»[74].
- Лихорадочными темпами велось строительство укреплённых районов на западной границе, туда были стянуты не только гражданские строители, но и множество сапёрных батальонов. О важности ускоренного строительства УРов говорит тот факт, что даже из 186-й стрелковой дивизии находящейся в Уральском Военном округе забрали сапёрный батальон[75]. У части артиллеристов забрали трактора и автомобили для строительства укрепрайонов[76].
- Историки Горьков Ю. А. и Сёмин Ю. Н. утверждают, что в мае 1941 г. наступательные действия не планировались:

Анализ директив Генерального штаба, датированных маем 1941 года, в целом показывает, что никаких задач наступательного порядка войскам западных приграничных округов не ставилось. Вместо них предусматривалась оборона на всю оперативную глубину округов, а в стратегическом масштабе — вплоть до дальних подступов к Москве [Стратегический план войны предполагал инженерное оборудование и строительство 2 и 3-го государственных рубежей обороны по линиям: а) Нарва, Сольцы, Порхов, Великие Луки, Витебск, Валдай, Гомель, Конотоп; б) Осташков, Сычевка, Ельня, Почеп, Рославль, Трубчевск].
- 10 июня Жуков направил следующию директиву Военному совету КОВО «Начальник погранвойск НКВД УССР донёс, что начальники укрепленных районов получили указание занять предполье. Донесите для доклада наркому обороны, на каком основании части укрепленных районов КОВО получили приказ занять предполье. Такое действие может спровоцировать немцев на вооружённое столкновение и чревато всякими последствиями. Такое распоряжение немедленно отмените и доложите, кто конкретно дал такое самочинное распоряжение»[78].

Вечером 13 июня по радио было передано Сообщение ТАСС, в котором излагалась позиция руководства СССР в отношении Германии. На следующий день оно было опубликовано в центральных советских газетах.
Из воспоминаний ответственного руководителя ТАСС Я. С. Хавинсона:

Товарищ Сталин сказал: «Пишите, товарищ Хавинсон». Он прохаживался по дорожке вдоль зала, попыхивал трубкой и диктовал. По ходу он заглядывал в текст, сделал две или три поправки. Закончив диктовать, он сказал: «Прочитайте вслух». Я встал и прочитал. Содержание Заявления вызвало у меня, естественно, большое удивление, но я старался этого не выдать. Он как-то или уловил мое удивление или догадывался о нём, остановился напротив меня, внимательно посмотрел и спросил: «Вы понимаете, товарищ Хавинсон, зачем нам нужно такое Заявление?». Я откровенно ответил: «Нет, товарищ Сталин, не понимаю». Тогда он сказал: «Давайте скажем Гитлеру: подумай ещё раз, прежде чем начинать!»

Ряд авторов утверждают, что 18 июня телеграммой Жукова командующие войсками пяти западных округов были предупреждены о возможности нападения Германии в ближайшие дни и им было предписывано привести войска в боевую готовность. Эта телеграмма не обнаружена историками в архивах, но упоминание о ней содержится на 70‑м листе 4‑го тома следственного дела по обвинению командования ЗапОВО, где зафиксировано показание начальника связи генерала А. Т. Григорьева: «И после телеграммы начальника Генерального штаба от 18 июня войска округа не были приведены в боевую готовность…» Как отмечает Арсен Мартиросян, аналогичные упоминания есть и в ответах опрошенных после войны по указанию Сталина генералов, которые перед войной командовали войсками в западных округах (материалы комиссии под руководством генерал-полковника А. П. Покровского). Об этом же свидетельствуют и отдельные документы командования Прибалтийского округа, а также донесения командующих флотами о приведении вверенных им флотов в боевую готовность № 2, которые датированы 19 июня.
Поздним вечером 21 июня 1941 года в советские войска поступила Директива № 1 от наркома обороны Тимошенко для немедленного исполнения. В ней в частности говорится об образовании фронтов вместо военных округов а также о недопустимости применения оружия в случае провокаций со стороны Германии. Начало директивы:

1. В течение 22 — 23 июня 1941 г. возможно внезапное нападение немцев на фронтах ЛВО, ПрибОВО, ЗапОВО, КОВО, ОдВО. Нападение может начаться с провокационных действий.
2. Задача наших войск — не поддаваться ни на какие провокационные действия, могущие вызвать крупные осложнения.

### Теория подготовкипревентивной войны
Теория подготовки нападения на Германию со стороны СССР была впервые озвучена Гитлером в его речи о начале войны с Советским Союзом, обращённой к немцам, и в официальной ноте (об объявлении войны) германского посла Шуленбурга поданной Молотову. Перед вторжением на территорию СССР утверждение о том, что Сталин готовит нападение на Германию, было составной частью германской пропаганды в войсках. Вот как описывает события один из солдат вермахта:
«В начале войны главным тезисом пропаганды, которой мы верили, был тезис о том, что Россия готовилась нарушить договор и напасть на Германию первой. Но мы просто оказались быстрее. В это многие тогда верили и гордились, что опередили Сталина. Были специальные газеты фронтовые, в которых очень много об этом писали. Мы читали их, слушали офицеров и верили в это». — Гельмут Клаусманн, 111-я пехотная дивизия.
C начала 1990-х годов эта версия стала предметом дискуссии среди профессиональных историков из-за историко-публицистических книг Виктора Суворова. В своих публикациях этот автор объясняет неудачи первого периода войны тем, что армия и страна готовились к наступательной войне, а не к обороне. Однако историки не раз отмечали, что Виктор Суворов слабо использует документальную базу, тенденциозно цитирует мемуарную литературу, которая требует тщательного источниковедческого анализа, искажает факты, произвольно трактует события. К числу оппонентов Суворова принадлежат М. А. Гареев, Г. Городецкий, В. Анфилов. Из «нового поколения» историков — А. Исаев, А. Помогайбо, ярославские историки А. М. Лоханин и Михаил Б. Нуждин (литературный псевдоним — Владимир Грызун), А. Бугаев.
Сам Виктор Суворов в ответ критикует противников утверждения о планировании советского нападения на Германию в 1941 году.
У профессиональных историков существуют различные точки зрения на военные приготовления СССР. Так, Мельтюхов оговаривается, что вся его версия о том, что СССР готовился напасть на Германию 15 июля 1941 года, носит предположительный характер. Бывшая российский, а теперь бостонский историк Павлова, была раскритикована Мельтюховым за свою теорию непременного нападения на Германию. Историк Невежин доказывает не то, что СССР готовил летом 1941 г. нападение на Германию, а то, что началось идеологическое обеспечение подобного хода событий, но оно было фрагментарно вплоть до 22 июня 1941 года.
Г. А. Куманёв в одной из своих статей отмечает, что:
Став на путь агрессии, нацистская Германия все чаще прибегала к маскировке своих экспансионистских устремлений и действий заявлениями об их вынужденности. Всякий раз такие действия оправдывались назревшей необходимостью сорвать будто бы подготовляемое той или иной державой нападение на Германию. Своей демагогией о превентивном характере вторжения и военных захватов чужих территорий гитлеровцы перекладывали вину на жертву агрессии: «Мы не хотели нападать, но нас спровоцировали, мы лишь упредили готовящуюся агрессию».
В 1939—1940 гг. фашистская пропаганда утверждала, что на войну Третий рейх спровоцировали англичане с их «Политикой окружения», да к тому же ещё и поддержавшие «польских упрямцев». Винили и Ф. Рузвельта за приверженность идеологии «крестового похода» против национал-социализма. С июня 1941 г. вина за развязывание войны стала возлагаться нацистами на Советский Союз, на Сталина, разыгравшего-де «шахматную партию мировой революции».

Версия о превентивности нападения всякий раз входила в официальные объяснения своих захватнических акций гитлеровским рейхом. Между тем план вторжения в Австрию был составлен за 4 месяца до «аншлюса», в Чехословакию — за 11 месяцев до её оккупации, в Польшу — за 5 месяцев до вторжения вермахта, в Советский Союз — почти за год до фашистского нападения. И это при том, что указанные страны готовы были пойти на определённые компромиссы и уступки, чтобы не дать Германии повода к агрессии.

### Информация советской разведки
С конца 1940 года и вплоть до 22 июня 1941 года советская разведка сообщала о готовящемся немецком нападении.
Советское руководство, однако, не всегда доверяло донесениям разведчиков, поскольку иногда их сведения не подтверждались. Предупреждения о начале войны с Германией содержали противоречивую и, как показали современные исследования, иногда ложную информацию. При этом иногда на основании правдивой информации делались неверные выводы. Широкую известность получили, например, ложные выводы, которые докладывал руководству начальник военной разведки генерал Ф. И. Голиков.
Появление в сводках внешней разведки дезинформации генерал-майор СВР Лев Соцков объясняет следующим образом: «<…>после разгрома, учинённого Берией в зарубежных резидентурах в 1937—1938 гг., работать там было некому. И в самый критический момент резидентом в Берлине оказался брат заместителя Берии — Кобулов, который пришёл на важнейшую должность с рядовой бухгалтерской работы и в разведке ничего не смыслил. Ему и был подставлен агент „Лицеист“, который пытался подсовывать дезинформацию». Однако, оценивая качество такой дезинформации, он добавляет: «То были умозрительные суждения самого общего плана, резко отличавшиеся от информации других агентов».
Договор о ненападении с Германией, а также постоянные заявления немецких военных о готовящемся десанте на Британские острова давали надежду, что войны в 1941 году не будет.
При этом нужно иметь в виду, что дата нападения на СССР (22 июня 1941 г.) была окончательно определена только в июне 1941 г. До этого дата нападения переносилась с весны 1941 г. на 15 мая, потом на 15 июня, и только затем на 22 июня.

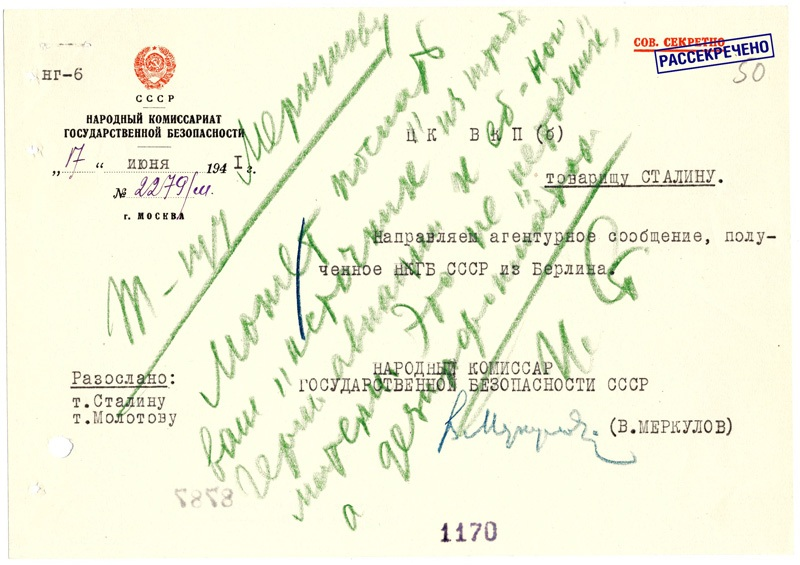
Резолюция Сталина на сообщении советской разведки: «Т-щу Меркулову. Может, послать ваш „источник“ из штаба германской авиации к е… матери. Это не „источник“, а дезинформатор. И. Ст.» (17 июня 1941 г.)

17 июня 1941 года начальник внешней разведки П. М. Фитин лично докладывал Сталину сведения о предстоящем нападении. Однако Сталин считал, что британцы хотят стравить его с Гитлером, и не стеснялся в выражениях:
- «Т-щу Меркулову. Может, послать ваш „источник“ из штаба германской авиации к е… матери. Это не „источник“, а дезинформатор. И. Ст.» (17 июня 1941 г.).
- Советский военный атташе при режиме Виши генерал Суслопаров докладывал: «21 июня 1941 г. Как утверждает наш резидент Жильбер, которому я, разумеется, нисколько не поверил, командование вермахта закончило переброску своих войск на советскую границу и завтра, 22 июня 1941 года, они внезапно нападут на Советский Союз». На этом донесении рукой Сталина красными чернилами была начертана резолюция: «Эта информация является английской провокацией. Разузнайте, кто автор этой провокации, и накажите его»[98].

Исследователи советского периода считали, что Сталин несёт основную ответственность за то, что не смог правильно оценить донесения разведки и отличить дезинформацию от достоверных сведений. Дополнительным фактором стало отсутствие в СССР аналитического управления, которое могло бы обрабатывать и сводить воедино разведдонесения НКВД (закордонной разведки и разведки пограничников), Разведывательного управления Генерального штаба и флотской разведки — главным аналитиком был сам Сталин, и с этой ролью он не справился.

### Комментарии
1. ↑  Несмотря на значительные успехи немецкой армии и стремительное бегство РККА в период блицкрига летом и осенью 1941 года, планы полного сокрушения и разгрома СССР всё-таки были сорваны советскими войсками, когда немецкая «военная машина» увязла в боях и осадах ключевых точек, оказавшись у стен Москвы в период осенней распутицы и наступления холодов в конце октября и начале ноября 1941 (а не в тёплое время года, конца августа и начала сентября, если бы вторжение состоялось на два месяца раньше), когда подоспели и вступили в противостояние с врагом такие естественные союзники России как генерал «Слякоть» и генерал «Мороз», и Красная армия в итоге ценой невероятных усилий смогла отстоять свою столицу.